# 遠山の金さん捕物帳
『遠山の金さん捕物帳』（とおやまのきんさんとりものちょう）は、1970年7月12日から1973年9月30日までNETにて毎週日曜20時から20時56分に放送された中村梅之助主演による連続テレビ時代劇。全169話。

## 概要
原作は陣出達朗。後に四代目 市川段四郎・橋幸夫・杉良太郎・高橋英樹・松方弘樹・松平健らの主演作品へと続いていく、NET / テレビ朝日と東映京都の製作による『遠山の金さん』シリーズの第1作目。
全169話で放送を終了。視聴率は好調で製作サイドは続行を希望していたが、スターとなり多忙となった梅之助のスケジュールに影響が出たため、前進座からの申し入れにより終了となった。
2015年から時代劇専門チャンネルで初放送された際には、次回予告がある回とない回があったほか、差別を題材とするいくつかの回では、これらについて説明するテロップが出された回もある。

## あらすじ
長屋の住人「遊び人の金さん」の正体は、北町奉行の遠山左衛門尉景元。かたくるしい官僚としての仕事を嫌い、かつて放蕩三昧、青春を燃焼した念仏長屋に、遊び人の金さんとして住みつくが、事件に巻き込まれてしまう……。

## キャスト
第36話を境に、一部レギュラーキャストに変更が見られる。
- 遠山金四郎[3] - 中村梅之助

普段は念仏長屋をねぐらにし（ただし、最初から念仏長屋にいたわけでもなく、当初はねぐらを定めていなかった様子が窺える）、飲み屋の「平八」にいることが多い。「金太」「金次」などの名を適宜名乗りながら、様々な事件に首を突っ込んでいく（最初のうちは「よろず揉め事を引き受ける」商売をしていると自称していた）。起きた事件の現場に居合わせたり、文三らに先んじて到着しており、捜査の際も一人で行動することが多いが、お光をはじめとする「平八」の常連たち、破戒僧・春海やその子分・安三、元お庭番の飴屋の虎吉、元盗人「鼠小僧」の金貸し・日向屋、長屋に住む敬太少年と姉の千恵の姉弟（いずれも後述）らの助力を仰ぐこともある。
「平八」の常連たちや虎吉らからは「金さん」と呼ばれ、文三や半次からは「金の字」「金公」などと呼ばれ、与力の高崎や内藤ら奉行所内の下役からは「殿」（まれに「遠山様」など）と呼ばれる。なお、第97話での与力・大宮の台詞から、遠山が遊び人の金さんであることを、少なくとも高崎・内藤以外の奉行所の部下も知っていると思われる。最終話の白洲で、一部の人物には正体を明かした。
裁きに決着がついた際は「これにて一件落着」が決まり文句。この文句は概ね白洲で発言されるが、まれに白洲以外の場所で口にされることもある。回が進むにつれて、この台詞の後に即エンディングとなることが多く、後日談が語られることは少なくなっていく。なお、第3話ではこの台詞自体が無かった。更に虎吉登場後に、白洲ではこの台詞を言わず、促されて口にしたこともある。また、桜吹雪はほとんどの場合、金さんとして悪人と対決する場面と遠山として登場する白洲で披露されるが、第1話冒頭や第4話、第8話終盤のような例外もある。
奉行としては江戸っ子を標榜し、また自身もかつて放蕩無頼の身であったこと、知己を得た人物等の影響などから、一貫して弱者の味方であり、ことに故あって罪を犯してしまわざるを得なかった者（そのような者に対しては、主たる罪人と比べて格段に温情のある裁決を下すことがほとんどである）・キリシタン・故あって海外に渡ってしまい帰国した者・大塩平八郎の乱の残党などに、一定の理解を示す姿勢を見せる。また、そのような姿勢が原因で、老中の土井と対立したこともある。
- お光 - 水原麻記

奥州南部の百姓家の出である元スリ。幼い頃に年貢の払えなくなった父親を牢で殺されている。その後スリの足を洗っているが、時としてその癖が出てしまい、金さんに見とがめられることも。逆に第1話では、その腕前を金さんに頼まれて使ってもいる。正体は知らないまま金さんに強く思いを寄せており、金さん目当てに「平八」に入り浸り、時折事件にも首を突っ込んでは、金さんを困らせることがある。第4話を筆頭に、時折、瓜二つの人物が登場することがある。後述のおしげが登場しなくなってからは、「平八」を手伝っている風でもある。初期は文三に惚れられていたが、お光自身は文三を毛嫌いしていた。
クレジットは金さんの次であることがほとんどで、単独であったり、敬太や虎吉などと一緒にクレジットされたりしていた。
- 虎吉（「虎さん」とクレジットされることもある） - 今村民路（第83話 - 第169話）

本名は「若杉段平（わかすぎ・だんぺい）」という元お庭番。組織内で起きた不正を許せず逐電し独自に調査しようとして、追われて負傷したところを金さんに助けられる。翌日、文三に問い詰められ、飴屋の虎吉を名乗り金さんと共に事件を探索。その際の白洲で金さんの正体を知り、以後は与力の高崎とも協力しつつ飴屋の虎吉として金さんの手助けをする。第93話では、第83話で決着したはずの事件の残党に命を狙われた。前述のように普段は飴屋の格好をしていて、実際に子供たち相手に飴売りもしている（風車を武器にすることもある）が、次第に金さん同様の遊び人の格好をすることの方が多くなっていく。元お庭番らしく身軽なため潜入が得意で、必要に応じて変装などもする。また、事件の発端になっている地に出向いて聞き込みなどの捜査もする。遠山の協力者である以上、高崎を交えて遠山の話を聞いたりすることも多い。この際に回によっては武士の姿で応じることがあった（この時には奉行姿の遠山も「段平」と本名で呼んでいる）。次第に本業の飴屋、やがて先述のような遊び人姿で相対するようになる。このように諸事万能だが、船に潜入して飯炊きをするように言われた時は（飯炊きの）経験がないと渋面をした。第149話では瓜二つの男の替え玉を演じた。
オープニングでは「虎さん」または「虎吉」とクレジットされ、次回予告ナレーションでもそのように呼ばれる。初登場以降毎回出演するわけではなく、出演しない回もあり、反対に第112話のようにクレジットがないながらも出演している（予告では出演が告知されていた）回もある。多くの場合、お光などと一緒にクレジットされる。
- 要町の文三[6] - 柳沢真一（第3話 - 第169話）

第3話で初登場した南町奉行所配下の岡っ引き。「平八」の常連たちからは名前をもじって「かなぶん」と呼ばれている（第3話で金さんと初対面した時、既にそのように呼ばれていたのみならず、自分から「カナ文」を名乗ったことすらある）。「平八」での態度は概ね居丈高で、常連や店の者たちからは煙たがられている。初期はお光に惚れている描写もあり、お光そっくりの水死体を見て大いに悲しんだり、お光の護衛を買って出たこともある。
金さんの正体はもちろん知らない。このため、本人の目の前で遠山や北町奉行所の内藤らについて否定的なことを言ったり（内藤のことは本人のいないところで「へなちょこ」と呼んだこともある）、自身の見立てなどにやんわり反論する金さんを目の敵にし、犯人として疑ったり捕えたこともあるが、反面、時折協力的・友好的な態度をとることもある。虎吉の登場以降は、虎吉のことも怪しんだり、金さん同様に目の敵にするような描写が見られた。
岡っ引きとしては有能とは言い難く、凶悪犯を前にしり込みしたり（第94話のように三十六計を決め込んで半次一人残して旅に出てしまったこともある）、先輩の岡っ引きから見当違いを指摘されたり、果ては十手を飲み屋で落として紛失する（第97話）などの失敗も多く、それらが高じてか、第110話のように取り返しのつかない失態をすることもある（この時は遠山に救ってもらった）。一方で褒賞歴も数度あり、第33話にて盗賊の捕縛に一役買ったことで遠山から褒賞の金一封をもらっているほか、第100話で尾張藩から騒動解決に貢献したとして褌を送られた事があり、第105話では遠山からも事件解決に寄与したとして褒美をもらっているが、この時にもらったものはびっくり箱だった。この他、第154話でも遠山より褒美をもらっている。遠山 = 金さんも彼を捜査上（主に囮のような形で）利用することがある。
登場する際は概ね半次と二人だが、時折文三を配下とする南町奉行所の同心が登場することもある。また、第3話で初登場してから、ほぼ毎回登場するようになったが、序盤の2話も含め、初期は何回か出演がなかった。オープニングに於けるクレジットは、固定的に出演するようになって以降はレギュラー陣の最後に単独でなされることが多い。ただし、初登場時の第3話ではノンクレジット出演であり、クレジットされるようになったのは第4話以降。
- 半次 - 島米八（第3話、第23話 - 第169話） → 樋口史和（第4話 - 第22話）

文三の下っ引きだが、金屋町の平助と共に登場することもある。第94話のように文三が不在の時には主導的に捜査も行うがどうにも頼りない。一言多い性格でつい本音を漏らして文三に怒られることがある。第167話で20年前に生き別れた母親が見つかっている（播州赤穂の出の出合い茶屋の飯炊き女）。なお、柳沢真一同様に島米八のクレジットも初登場の第3話時点ではなかった。更に当初は「子分 半次」とクレジットされることがあった。第4話からは樋口史和が演じた。演者が再び島米八に交代した第23話・第24話では珍しく文三を伴わずに出演している（どちらも一緒に出演したのは伊立平助。特に第23話では文三は腹痛でいないことになっていた）。また、第29話では「丑松」という役名にて出演しており、その際に島米八が演じたのは半次の時同様に金屋町の平助の下っ引きであるが、第19話での樋口史和は半次という名で金屋町の平助の子分として出演している。
- お里 - 浅川美智子（第36話 - 第169話）

飲み屋の「平八」で働く看板娘。上方出身のためか、関西弁で話す。後述のおしげが登場しなくなってからは一人で（もしくはお光の助けを借りて）店を切り盛りしているようである。第162話で、元々お仙のところに転がり込んできた泣き虫の女中を雇ったが、この人物のそれ以降の登場はない。
- 八五郎（クレジットは「八公」） - 瀬川新蔵
- 熊五郎（クレジットは「熊公」） - 津田伸

ともに念仏長屋に住まう大工。どちらも「平八」の常連であり、しばしば事件を持ちこんでくることがある。また、何度か金さんに頼まれて探索の真似事もしている。八五郎がひょろっとした痩せ型、熊五郎が小太り。双方独り身だが、第154話で熊五郎の元には子連れの押しかけ女房が来た。しかし、実は盗人で最終的には1年間の江戸所払いとなった。最終話では駕籠かきをした。
- 千恵 - 新井麻夕美（第1話 - 第35話）
- 敬太 - 蔵忠芳（第1話 - 第34話、第37話）

千恵と敬太は姉弟。念仏長屋に住んでいる。下総の出。千恵は金さんに思いを寄せていると見られる描写もなされたことがあり、敬太は少々ませたところもあるが、金さんを「親分」「兄貴」などと呼び懐いている。第11話では瓜二つの殿様の世継ぎも登場した。ただし、敬太の最後の登場になった第37話では、金さんを「おじさん」と呼んだ。千恵は第35話を最後に、敬太も第37話を最後に、何ら説明なく姿を消している。
- 土井大炊頭利位 （初期エピソードでは「土井利和」と表記されたこともある）- 河上一夫 → 西山嘉孝（第100話） → 永野達雄（第138話、第159話）

遠山の直接の上司にあたる老中。遠山の市中に於ける捜査を黙認している。その見返りというわけでもないが、難しい頼みごとを遠山にすることもある。なお、回によっては悪役として鳥居耀蔵や田沼意次、河内山宗春も登場することがある。第5話では娘・妙姫（演：姿美千子）が登場している。
永野達雄が演じていた後期は、ゲスト扱いの上、役名もクレジットされていなかった。
- 内藤与十郎 - 邦保（第2話、第4話 - 第35話） → 嵐圭史（第3話）
- 高崎靖之進 - 中村靖之介（第36話 - 第169話）

ともに北町奉行所の与力。内藤が第2話で初登場後、第35話まで登場し、第36話からは高崎が登場している。いずれも遠山の懐刀として、陰に日向に協力を惜しまない。高崎はお堅い性格で独身であり、かつて面倒を見ていた幼少の頃に知り合った薄幸の女性がいたが、この女性が罪人だったことから、遠山より「早く嫁をもらえ」と言われてしまっている。内藤は第6話で遠山に化けて、遠山を暗殺しようとする一味の捕縛に一役買った。内藤を演じた邦保は、第123話にて別の役でゲスト出演している。
高崎や内藤ら与力は「平八」に来店することはほとんどなく、奉行所内、茶店、番屋などで遠山と会い、事件のあらましや捜査の進捗状況などについて話したり捜査指示を仰いだりする。虎吉の登場以降、その場に虎吉がいることも多い。ただし、内藤だけは一度だけ「平八」を訪れたことがあった。また、捕り方の先頭には彼らが立つ。
なお、中村靖之介は第6話で別の役での出演経験がある（名義は中村靖之助）。また、中村靖之介がしばらく出演しない時期があり、その際は以下の代役（大宮・北川）が立てられた。
- 大宮 - 中村公三郎（第97話 - 第99話）
- 北川 - 水戸部隆（第101話、第104話、第106話、第112話）

共に高崎が不在の際に、遠山の懐刀を務めた北町奉行所与力。いずれも「遠山 = 金さん」であることを承知している。高崎や内藤と違い、下の名前はクレジットされないため不明。遠山も彼らについては名字でのみ呼ぶ。この両名のどちらかが出演する場合の犯人を捕らえるシーンでは、出演した方が捕り方の先頭に立っている。大宮や北川が虎吉と同席したことはほとんどない(北川は一度ある）。大宮の初登場時は、高崎が遠山の代理で長崎まで出張に出かけるという設定であり、高崎から遠山の補佐を受け継ぐ場面がある。
なお、中村公三郎・水戸部隆とも、大宮・北川として登場する以前にゲスト出演の経験があり、共に別の役を演じたことがある。
- おその - 水谷旺子（第4話 - 第35話）

「平八」で働く看板娘。お里と入れ替わる形で姿を消した。演じた水谷は第3話では別の役名（お圭）で登場しているが、役回りはおそのと同様であった。
- おしげ - 山田桂子（第36話 - 第80話）

幸兵衛の次の「平八」の女主人。幸兵衛から店を継いだ経緯と80話を最後に姿を消した経緯は不明。
- 幸兵衛 - 長島隆一（第1話） → 坂東調右衛門（第4話、第11話、第18話）

「平八」の初代主人で、おそのの父親。店をおしげに譲った経緯は不明。演じた長島は第31話、坂東は第47話にて別の役でゲスト出演している。
- 伊立平助（いだて・へいすけ） - 玉川良一（第23話 - 第24話、第35話）

南町奉行所の同心。酒と女に弱い典型的なダメ同心。「平八」にいた連中に「いたちの平助」と呼ばれて怒り、「いだてのへいすけ・みなもとのさかもり」を名乗った。第23話・第24話には文三がいなかったが、再登場した第35話に於いては文三とも共演している。第107話で登場した「いたちの平助」（演：殿山泰司）とは別人。
- 金屋町の平助 - 曾我廼家一二三（第19話） → 人見きよし（第29話、第32話）

文三と同じように南町の岡っ引。文三が不在の際に文三の代役のような形で登場。共に登場する下っ引は半次（第29話のみ丑松）である。
- なお、クレジットはないがナレーター（山口幸生）がおり、次回予告を担当するほか、劇中でもナレーションを入れることがある。第69話においては、女性ナレーターが劇中ナレーションを行った。

以下3名はゲスト扱いだが、登場頻度と主人公になる話が多い。
- 日向屋 - 山形勲（第3話、第26話）

金貸しを営んでいるが、実はかつて武家屋敷専門の盗人としてならした「鼠小僧」である。第3話で忍び込んだ商家の屋敷で金さんと出会い、正体を見破っている。その後、第26話にも再登場。
- 春海 - 原聖四郎（第8話） → 中村翫右衛門（第75話から出演）

この役柄は演じた人物によって役回りが若干異なっており、第8話で原が演じた方の春海は、時の将軍・家慶の御落胤・菊千代を巡って登場する人物で、回向院裏の投げ込み寺には住んでいない。同話で殺害されてしまうが、第75話以降は同じ第8話で別の役（その御落胤の介添えをする武士）を演じた中村翫右衛門が設定を変えて演じている。
一方、第75話から登場する方の春海は、本所・回向院裏の投げ込み寺に住み着いている破戒僧。ある事件で金さんと関わって以来、時折事件を持ち込んできては協力するが、その際に同じ名前であることを利して回向院大僧正を名乗って登場することもある。第92話の前半時点までは金さんの正体を知らなかった模様。また、第92話から、こちらの春海の子分として安三（演：佐藤蛾次郎）が登場する。安三は遊び人の風体をしていたり、小坊主の風体をしたりしており、尼僧に化けたこともある。この安三は春海とともに登場するのが通常だが、第127話のように春海を伴わず彼単独で登場することもある。なお、安三を演じた佐藤蛾次郎は、次作「ご存知遠山の金さん」でもインチキ坊主の役で数度のゲスト出演がある。
- 桜小僧お仙 → 緋桜お仙 - 水上竜子（第26話、第50話、第125話、第162話） → 八並映子（第104話）

金さん同様に背中に桜吹雪の入れ墨をした（図柄は全く異なる）女盗人。遠山の慈悲のある裁きを受けて江戸所払を命じられた（この処分は第104話にて解除された）。その後、奉公先の主人の要請で江戸行きに同行せざるを得なくなる。第50話で「おまさ」と名乗っていたが、第104話で再び「お仙」を名乗った。その後は「緋桜」という飲み屋を開いて、そこの女主人として「緋桜お仙」を名乗っている。第162話で結婚話が持ち上がるが・・・。

## スタッフ
- 原作：陣出達朗
- 脚本：放映リスト参照
- 音楽：小川寛興
- 撮影：平山善樹、羽田辰治、安達重穂、木村誠司、脇武夫、森常次、柾木兵一
- 照明：椹木儀一、藤井光春、林春海、佐々木政一、岡田耕二、谷川忠雄、宇野増太郎、松井薫
- 録音：矢部吉三、小野岡道秀、草川石文、山根定男
- 美術：宇佐美亮、塚本隆治、中島哲二、寺島孝男、角井博
- 記録：宮内喜久子、土橋喜久子、桧垣久恵、藤原凪子、野崎八重子、長岡君枝、石田芳子、平井宇津江、満尾敦子、篠敦子
- 編集：川上忠、岩本光司、戸川博
- 計測：山元豊、宮川俊夫、津田宗之、佐賀彰、山口鉄雄、水島淳一、長谷川武次
- 装置：松山勇、曽根美装
- 装飾：縄田功、矢川勝豊、門明淳、魚住隆雄、山中忠知、窪田治、山本重治、藤井達也
- 衣裳：上野徳三郎、石倉元一、石丸勝也、荒堀実秋
- 美粧：杉本勢一、林三郎、河田福司
- 結髪：河野節子、浜崎喜美江、水巻春江
- 助監督：太田雅章、古市真也、曽根勇、尾田耕太郎、岡本静夫、上杉尚祺、内沢豊、久郷久雄、西垣吉春
- 演技事務：川高敏夫、上ノ山敏
- 擬斗：土井淳之祐、三好郁夫、近江雄二郎、谷明憲 （東映剣会）
- 進行主任：丸本晃、喜多外志之、今井正夫
- 進行：河野荘一、喜多外志之、丸本晃
- 現像：東洋現像所
- 協力：前進座
- プロデューサー：宮崎慎一（NET）、高田正雄（東映）（第1話 - 第69話）、宮川輝水（東映）（第70話 - 第169話）
- 監督：放映リスト参照
- 制作：NET、東映

## 主題歌
- 親分&子分ズ「遠山の金さん」(キングレコード) 作詞：名村宏、作曲：小川寛興

初期の回でのオープニングはインストゥルメンタルで、親分&子分ズの歌う主題歌はエンディングのみであった。
親分&子分ズの歌う主題歌がオープニングで使われる様になったのは第7話からである。
話数によっては、オープニングでの歌い方が異なる（主に1番が使われたが、時折3番が使われた。2番はほぼ登場しない）回や、エンディングで歌のない主題歌カラオケが使用される回もいくつか存在する。
次回予告で使われるのは、本曲のインストゥルメンタル（初期オープニングで使われたものとは別アレンジ）である。

## 放映リスト
サブタイトルのフォーマットがあり、末尾に必ず「男」または「女」が付く。
| 話  | サブタイトル           | 放送日         | 脚本              | 監督       | ゲスト |
| --- | ---------------------- | -------------- | ----------------- | ---------- | --- |
| 1   | 待てなかった女         | 1970年 7月12日 | 今村文人          | 林伸憲     | 佐吉：里見浩太郎 お京：東山明美 お新：河村有紀 六蔵の子分：川谷拓三 六蔵の子分：藤沢徹夫 六蔵の子分：矢野幸男 飯屋の親爺：市川裕二 職人：桜井秀夫 職人：牧野秀樹 役人：森源太郎 お葉：榊浩子 六蔵：小林昭二 中川善三郎：福田豊土 お駒：木暮実千代 |
| 2   | 吹矢場にいた女         | 7月19日        | 今村文人          | 荒井岱志   | お甲：村松英子 忠五郎：三島史郎 稲尾の松吉：近藤準 留造親分：木島新一 仁吾：内田勝正 弥八：松本照美 お浜：山口朱美 浪人：土橋勇 浪人：平河正雄 孫作：奥野保 与平：小田真士 市兵ヱ(六兵ヱ)：見明凡太朗 三戸屋官兵ヱ：北原將光 沖目弾正：中山仁 |
| 3   | 鼠が愛した女           | 7月26日        | 小川英            | 荒井岱志   | お圭：水谷曜子 お豊：姫ゆり子 お春：江夏夕子 菊次：渚健二 新二郎：近藤正臣 加納屋：村居京之輔 浪人：藤本秀夫 浪人：志茂山高也 浪人：小峰一男 ：山口京子 ：森本光亮 ：小田真士 ：和田昌也 ：村井京二郎 ：大月正太郎 ：楠三千代 優男：青山宏 手代：南勝 堀田伝八郎：天津敏 日向屋：山形勲 |
| 4   | 花嫁を食う男           | 8月2日         | 小川英 鴨井達比古 | 林伸憲     | 蜂谷正之進：楠年明 老女：大久保光代 陣内繁蔵：杣英二郎 浪人：上杉高也 浪人：滝譲二 久六：遠山二郎 与市：田中直行 近江屋：市川裕二 若旦那：井上茂 大和屋丁稚：山下義明 胴元：宮城幸生 壺振り：毛利清二 蜂谷彦九郎：松本克平 |
| 5   | 夢を慕う女             | 8月9日         | 小川英 胡桃哲     | 荒井岱志   | 妙姫：姿美千子 お恵：岩村百合子 太吉：井上博嗣 お豊：古林泉 及川将監：穂高稔 市蔵：有川正治 上州虎：川浪公次郎 弥助：北見唯一 竹内：島田秀雄 中間：菅原俊夫 旗本：笹木俊志 中間：泉好太郎 供侍：矢野幸男 及川の家臣：香月凉二 七兵衛：花沢徳衛 |
| 6   | 踊らされた男           | 8月16日        | 小川英 鴨井達比古 | 荒井岱志   | 伝吉：柳生博 お菊：安岡真知子 弥造：汐路章 三次：中村靖之助 太一：比嘉辰也 浪人：藤本秀夫 浪人：智村清 子分：畑中伶一 囚人：池田謙治 子分：森源太郎 車坂の源造：遠藤辰雄 倉田頼母：細川俊之 |
| 7   | 浮世絵の女             | 8月23日        | 今村文人          | 荒井岱志   | 美奈：葉山葉子 狩野雪嶺：剣持伴紀 勝田洞琳：春日章良 錦堂忠助：小津敏 狩野家の門番：鈴木金哉 お紺：山口朱美 尾山：森章二 狩野峯山：飯田覚三 大野木残月：今井健二 高畑南斎：園井啓介 |
| 8   | 天下を狙う男           | 8月30日        | 小川英 鴨井達比古 | 佐々木康   | 菊千代：杉山光宏 雪絵：小谷悦子 権次：金井大 備中屋：嵯峨善兵 半兵衛の家来：藤原勝 半兵衛の家来：和田昌也 番士：藤本秀夫 早馬の武士：世羅豊 駕籠かき：志賀勝 駕籠かき：井上茂 春海和尚：原聖四郎 中居丹波守：市川祥之助 高田半兵衛：中村翫右衛門 |
| 9   | 役者がほれた女         | 9月6日         | 松山威 茶木克彰   | 佐々木康   | 源太：織本順吉 お澄：新井茂子 芳次郎：花上晃 胴元：藤長照夫 ：伊藤好光 留造：井上茂 矢場の女：美松艶子 裏方：小田真士 手代：疋田泰盛 大和屋：天王寺虎之助 佐野屋：幸田宗丸 市村芳之丞：浅野進治郎 |
| 10  | 最後に笑った男         | 9月13日        | 小川英 胡桃哲     | 林伸憲     | 角屋七五郎：武藤英司 お駒：堀井永子 道心：山本弘 弥助：南勝 牢役人：平河正雄 藤吾：柳川清 地廻り：江上正伍 小者：小峰一男 役人：古閑達則 二番役：鈴木金哉 伝六：小田部通麿 松：小沢文也 猫足の竜蔵：有川正治 |
| 11  | 若様を消す女           | 9月20日        | 小川英 胡桃哲     | 林伸憲     | お蘭の方：高須賀夫至子 菊丸：赤松志乃武 重役：髙田次郎 お京：国睦子 女中A：小島美保 女中B：春増優子 道伯：武周暢 相川：中村錦司 家来：戸板幸男 町医者：日高久 野々村主膳：藤川八蔵 酒井八芳斎：沢村宗之助 |
| 12  | 明日をだました女       | 9月27日        | 松山威            | 林伸憲     | お八重：北林早苗 栄次：稲吉靖 いたちの仙十郎：穂積隆信 熊笹の大五郎：土橋勇 呉服屋：広岡善四郎 美乃：浅松美紀子 居酒屋の主人：乃木年雄 高見小十郎：丘路千 伊丹昌之助：不破潤 青木順之助：賀川泰三 新兵衛：岩田直二 |
| 13  | 白州で殺された男       | 10月4日        | 小川英 鴨井達比古 | 林伸憲     | 寺島俊作：太田博之 寺島加代：新井茂子 安吉：永山一夫 駕籠かき与作：芦田鉄雄 濱屋の若旦那：唐沢民賢 寺島初江：古林泉 寺島綺堂：市川男女之助 濱屋の大旦那：矢奈木邦二郎 駕籠かき権次：浜崎満 侍：滝譲二 侍：浜伸二 桶屋：野崎善彦 お豊：小柳圭子 寅吉：北見唯一 侍：志茂山高也 二階堂兵部：山岡徹也 海野主膳：池田忠夫 |
| 14  | 罠にかかった女         | 10月11日       | 松山威            | 荒井岱志   | 佐和：河村有紀 芙美：永野裕紀子 望月左内：小林勝彦 北見屋：真木祥次郎 質屋の番頭：唐沢民賢 人足：藤長照夫 佐藤帯刀：志摩靖彦 島田屋宗兵衛：藤尾純 小出保之助：安井昌二 |
| 15  | こんど殺される男       | 10月18日       | 松山威 茶木克彰   | 林伸憲     | 加代：青柳三枝子 与吉：松原光治 塚本清之助：服部哲治 藤造：海老江寛 酔っ払い：蓑和田良太 子分：志茂山高也 女将：京町一代 浪人：松田利夫 屋台の親爺：島田秀雄 胴元：阿波地大輔 浪人：出水憲司 桜田丹波：五味竜太郎 幸助：山崎竜之助 朝日屋：嵐芳三郎 |
| 16  | それを知った女         | 10月25日       | 松山威            | 林伸憲     | お美乃：高野ひろみ 仙之助：高角宏暁 弥太：江波多寛児 道海：藤岡重慶 慶吉：高峰圭二 お豊：島村昌子 岡っ引き：波多野博 和泉屋昌次郎：阪東京三郎 牢役人：川谷拓三 丹波屋宗右ヱ門：幸田宗丸 仙台外記：守田学哉 |
| 17  | 目にやきついた男       | 11月1日        | 今村文人          | 井沢雅彦   | 河内山宗俊：菅井一郎 お美乃(少女時代)：三田雅美 お美乃：北川めぐみ 孫十：木田三千雄 徳次郎：村居京之輔 旦那：山口幸生 旦那：浪花五郎 ごろつき：畑中伶一 ごろつき：矢野幸男 江刺屋番頭：寺内文夫 旦那：和田昌也 白河藩士：西山清孝 白河藩士：村井京二郎 女中：丸平峰子 船頭：福本清二 門番：村田玉郎 大滝将監：江見俊太郎 江刺屋勘兵：清水元 |
| 18  | 影に追われた男         | 11月8日        | 今村文人          | 佐々木康   | 由造：石山律 赤毛の勘五郎：不破潤 沼垣新太郎：中田浩二 紀州屋主人：市川裕二 二番役：疋田泰盛 おきん婆さん：藤山喜子 卯之助：坂口徹 牢名主：国一太郎 伊豆の阿弥造：山村弘三 お千世：菊ひろ子 |
| 19  | 地獄を売る男           | 11月15日       | 小川英 胡桃哲     | 林伸憲     | 仁吉：高津住男 金屋町の平助：曾我廼家一二三 弥太：唐沢民賢 お春：時美沙 浪人：大城泰 唐人：森章二 天満屋番頭：和田昌也 古道具屋の丁稚：伊藤好光 半次：髙谷舜二 浪人：白川浩三郎 黒川三郎兵衛：守田学哉 天正堂：石浜祐次郎 奥村半太夫：永野達雄 天満屋：浜田寅彦 |
| 20  | 岡場所の女             | 11月22日       | 押川國秋 荒木芳久 | 荒井岱志   | 友吉：村井國夫 おみの：和田幾子 肥前屋九兵ヱ：乃木年雄 女房 お初：戸田千代子 息子 卯吉：大月正太郎 大番頭 勘介：水戸部隆 渡り中間 権次：浜伸二 市三：有島淳平 お秋：金子幸枝 多吉：森敏光 十丸屋十兵ヱ：永田光男 松波刑部：中村公三郎 部屋頭 伝三：藤岡重慶 弥助：穂積隆信 |
| 21  | 女で出世する男         | 11月29日       | 今村文人          | 井沢雅彦   | 中山蘭台：清川新吾 お藤：佐藤寿美 お妙：水沢有美 文字若：土佐林道子 ：田中圭介 ：奥田義博 ：石沢健 ：千代田進一 小鈴：金子幸枝 弥八：山本一郎 おロク：石井富子 安積翠軒：永野達雄 桃井源三郎：城所英夫 |
| 22  | 悪い目に賭けた女       | 12月6日        | 小川英 中野顕彰   | 林伸憲     | 梅吉：山本豊三 源造：山村弘三 おまさ：志乃原良子 子どもたち：アカデミー児童劇団 賭場の客：村田玉郎 太鼓持ち：佐々木松之丞 芸者：浅川美智子 芸者：佃和美 遊び人：藤長照夫 遊び人：白川浩三郎 お竜：沢淑子 佐助：古川ロック 松太郎：柳生博 |
| 23  | 仁王と呼ばれた男       | 12月13日       | 松山威 茶木克彰   | 荒井岱志   | お清：有川由紀 正吉：北条清 佐兵ヱ：小栗一也 おとし：八代郷子 勘助：牧野秀樹 青鯖：野上哲也 吉次：下元年世 医者：大城泰 船頭：木谷邦臣 子分：井上茂 子分：智村清 仁王の伊蔵：汐路章 阿弥陀の伝八：五味竜太郎 西国屋：永野達雄 |
| 24  | 刀に魅入られた女       | 12月20日       | 松山威 茶木克彰   | 林伸憲     | おすぎ：清水まゆみ 竹二郎：原田清人 佐代：坂本幸子 小猿：遠山二郎 ごろつき：池田謙治 ごろつき：大東良 藤林甲斐：外山高士 赤間源之助：江見俊太郎 豊島屋忠兵ヱ：天王寺虎之助 神崎芳光：岩田直二 |
| 25  | 幽霊に好かれた男       | 12月27日       | 小川英 胡桃哲     | 林伸憲     | お梶：楠侑子 お時：根岸明美 茶店の女中：太田優子 茶店の客：藤沢徹夫 茶店の客：千代田進一 若狭屋手代：疋田泰盛 おかみさん：紅かほる 若狭屋親類：大月正太郎 若狭屋親類：寺内文夫 ごろつき：智村清 ごろつき：松田利夫 ごろつき：志賀勝 甲助：中井啓輔 おふさ：小道むつみ 若狭屋徳右ヱ門：北原將光 |
| 26  | 桜を散らした女         | 1971年 1月3日  | 小川英 中野顕彰   | 林伸憲     | 佐助：鮎川浩 桜小僧お仙：水上竜子 瓦版売り：野崎善彦 甲州屋の手下：島田秀雄 甲州屋の手下：有島淳平 備前屋：藤尾純 甲州屋の手下：五十嵐義弘 駕籠かき：西田良 南町の役人：宮城幸生 人質の娘：元長攝 駕籠かき：藤本秀夫 甲州屋：浅野進治郎 藤吉：西山嘉孝 信造：藤岡重慶 日向屋：山形勲 |
| 27  | 狼が狙った女           | 1月10日        | 小川英 中野顕彰   | 荒井岱志   | 銀次 : 佐々木功 お里：柚木れい子 朝吉：柳原久仁夫 三平：不動匡司 余市：関真二郎 役人：土橋勇 権次：滝譲二 山形達之進：永田光男 佐野屋：天草四郎 市兵衛：安部徹 |
| 28  | 亭主を追う女           | 1月17日        | 小川英 胡桃哲     | 松尾正武   | お梅：白木マリ 藤助：浜伸二 清太：川辺俊行 道仙：水戸部隆 野次馬：小田真士 野次馬：森源太郎 野次馬：淡路康 住人：東孝 住人：宮崎博 仙吉：中田博久 軍次：横森久 霞の伊三郎：桑山正一 |
| 29  | やくざに泣く女         | 1月24日        | 押川國秋 荒木芳久 | 佐々木康   | 金屋町の平助：人見きよし 丑松：島米八 清次：渚健二 お加代：松木路子 小間物屋：川口喬 竜次：石沢健 松吉：田畑猛雄 佐平：森秀人 世話役：市川祐二 古道具屋：森敏光 牧村伝次郎：不破潤 鉄造：小田部通麿 権堂：八名信夫 宗右ヱ門：増田順司 |
| 30  | 掟が恋した女           | 1月31日        | 伊上勝            | 長谷川安人 | 二階堂隼人：御木本伸介 霞の吉次：鮎川浩 箱屋：市村昌治 町奉行所小者：那須伸太朗 閑翁の供侍：有島淳平 灘屋喜兵ヱ：村居京之輔 栄柳：櫻田千枝子 津田閑翁：谷口完 |
| 31  | よみがえらせた女       | 2月7日         | 小川英 胡桃哲     | 荒井岱志   | 吉松 : 入川保則 お袖 : 田村奈美 伝兵ヱ : 長島隆一 ごろつき ： 伴有司 ごろつき : 家野繁次 医者 : 藤川弘 ゑびす屋の女将 : 京町一代 仙造の子分 : 國一太郎 要助 : 唐沢民賢 浪人 : 阿波地大輔 仙造 : 小田部通麿 遠州屋治三郎 : 天津敏 |
| 32  | お蚕ぐるみの女         | 2月14日        | 伊上勝            | 佐々木康   | 佐吉 : 山本豊三 糸絵 : 野口ふみえ 伝次 : 大東良 権次 : 田畑猛雄 伊勢屋徳兵衛 : 佐々木松之丞 職人 : 藤原勝 野次馬 : 阪東京三郎 一膳飯屋の女将 : 小島恵子 おたね : 高橋芙美子 みよし屋番頭 : 田中弘史 滝野孫太夫 : 江見俊太郎 伊沢大四郎 : 舟橋元 |
| 33  | 虎穴に入った男         | 2月21日        | 江崎実生 山崎巌   | 荒井岱志   | 鬼瓦の熊五郎 : 穂積隆信 はな : 益田ひろ子 黒川兵部 : 穂高稔 岩吉 : 蔵一彦 同心 : 玉生司郎 仙太 : 千代田進一 菅沼利左ヱ門 : 見明凡太朗 |
| 34  | 桜吹雪の散る男         | 2月28日        | 結束信二          | 河野寿一   | 雪江 : 真屋順子 荒木田兵馬 : 中野誠也 松田陣蔵 : 新克利 備前屋文左衛門 : 永井智雄 おまつ : 澤淑子 親分 : 藤尾純 浪人 : 宮城幸生 浪人 : 小山田良樹 壺振り : 香月凉二 子分 : 木谷邦臣 樽平の女中 : 西岡江里子 中盆 : 藤長照夫 岡本 : 那須伸太朗（ノンクレジット） 岡本の妻 : 稲村理恵（ノンクレジット） 壺振り : 西田良（ノンクレジット） 子分 : 江上正伍（ノンクレジット） 樽平の客 : 有島淳平（ノンクレジット） 役人 : 広田竜治（ノンクレジット） 賭場の客 : 川辺俊行（ノンクレジット） 賭場の客 : 榎原政一（ノンクレジット） 大室軍太夫 : 森健二 井上弥左衛門 : 有馬昌彦 荒木田和馬 : 太田博之 |
| 35  | 蒸発した女             | 3月7日         | 山崎巌            | 荒井岱志   | おけい : 岡田由紀子 おあき : 旭輝子 お竜 : 伊吹友木子 駕籠かき : 川辺俊行 駕籠かき : 井上茂 小女 : 奥谷寿美子 ごろつき : 志賀勝 仁助 : 織本順吉 宗八 : 梅津栄 越後屋吉兵ヱ : 加藤嘉 |
| 36  | 寝返った女             | 3月14日        | 小川英 胡桃哲     | 井沢雅彦   | お甲 : 町田祥子 疾風の紋三 : 守屋俊志 門脇主税介 : 中井啓輔 浪人 : 丘路千 浪人 : 宍戸大全 浪人 : 智村清 同心 : 井上茂(ノンクレジット) 同心 : 内藤康夫（ノンクレジット） 大野屋市兵ヱ : 永井秀明 陣場 : 江見俊太郎 |
| 37  | 虫を売る男             | 3月21日        | 国弘威雄          | 松尾正武   | おみの : 時美沙 源助 : 中田博久 足立帯刀 : 幸田宗丸 新之助 : 青山隆一 左馬之助 : 広田竜治 玄庵 : 松田明 相良甲斐 : 山本一郎 おかね : 中里ひろみ 弥平 : 池信一 おとよ : 山口京子 おすぎ : 国睦子 おせん : 八代郷子 辰造 : 井上茂 三田 : 山口幸生 花井 : 浜伸二 山崎 : 滝譲二 相原 : 川辺俊行 吉蔵 : 森章二 一周 : 田中直行 おとせ : 土佐林道子 佐伯法橋 : 谷口完 |
| 38  | 飛び出した女           | 3月28日        | 松山威            | 林伸憲     | 菊姫 : 鮎川いづみ 青柳新蔵 : 天田俊明 お多加 : 北川めぐみ 大谷主膳 : 五味竜太郎 伊太八 : 柳原久二夫 九紋竜 : 出水憲次 口上役 : 小津敏 岡部重太夫 : 夏目俊二 播州屋藤兵ヱ : 永野達雄 新藤昌左ヱ門 : 永田光男 |
| 39  | 片棒担いだ女           | 4月4日         | 小川英 武末勝     | 林伸憲     | 笹森新八郎 : 山城新伍 早瀬 : 八名信夫 さぶ : 藤沢徹夫 勘太 : 国田栄弥 客 : 古沢周一 女中 : 赤石光子 女中 : 如意鈴子 客 : 野崎善彦 赤垣 : 不破潤 黒田伝九郎 : 西山辰夫 柿ノ木万蔵 : 汐路章 おゆき : 葉山葉子 弥助 : 小栗一也 |
| 40  | 三度笠の男             | 4月11日        | 椎名薫            | 荒井岱志   | 弁天の三太 : 工藤堅太郎 お秋 : 河村有紀 お雪 : 高野ひろみ 喜作 : 山村弘三 秀三 : 浜崎満 松 : 土橋勇 お梅 : 丸平峰子 男の子 : 松田賢一 丑 : 北野拓也 板鼻の伊助 : 疋田泰盛（ノンクレジット） 百姓 : 矢野幸男（ノンクレジット） 百姓 : 平沢彰（ノンクレジット） 百姓 : 白川浩三郎（ノンクレジット） やり手婆 : 日高綾子（ノンクレジット） 保利雄之進 : 高木二郎 蝮 : 南勝 鉄 : 香月凉二 浅間屋重造 : 金井大 山犬の源 : 藤岡重慶 |
| 41  | それを見た女           | 4月18日        | 松山威 茶木克彰   | 荒井岱志   | おちか : 三条泰子 仙吉 : 柳生博 女将 : 藤山喜子 酌女 : 小柳圭子 女中 : 稲村理恵 おちかの少女時代 : 古城門昌美 子分 : 藤本秀夫 建太 : 香川雅人 子分 : 木谷邦臣 酔った客 : 西田良 遊び人 : 智村清（ノンクレジット） 遊び人 : 岩尾正隆（ノンクレジット） 太助 : 田中弘史 おたみ : 山口朱美 相模屋茂兵衛 : 富田仲次郎 伝次 : 今井健二 |
| 42  | 追いつめられた男       | 4月25日        | 松山威 茶木克彰   | 林伸憲     | 戸崎栄三郎 : 高角宏暁 友吉 : 保積ペペ 弥助 : 柳川清 偽吉 : 唐沢民賢 おとし : 浅松三紀子 辰次 : 大前均 おしの : 飯塚明美 浜田屋の子分 : 平沢彰 人足 : 那須伸太朗 浜田屋の子分 : 志賀勝 女将 : 武田禎子 番太 : 井上茂（ノンクレジット） 浜田屋仙造 : 川合伸旺 笹沢頼母 : 河野秋武 |
| 43  | 駆け落ちした女         | 5月2日         | 小川英 武末勝     | 井沢雅彦   | おその : 光川環世 清吉 : 清川新吾 駒造 : 市村昌治 喜助 : 西川敬三郎 大五郎の子分 : 徳田実 大五郎の子分 : 井上茂 大五郎の子分 : 池田謙治 人足 : 森谷譲 人足 : 志茂山髙也 紋太 : 千葉敏郎 人足 : 出水憲司 大五郎の子分 : 古川ロック 冠木文之進 : 成瀬昌彦 大五郎 : 外山高士 |
| 44  | 地獄から来た女         | 5月9日         | 小川英 胡桃哲     | 荒井岱志   | お紺 : 堀井永子 稲荷の兵助 : 鮎川浩 猿の乙吉 : 山本一郎 茶店の親父 : 左卜全 道場破りの浪人 : 森章二 門弟 : 泉好太郎 門弟 : 小峰一男 相模屋手代 : 峰蘭太郎 松原健司 村木又四郎 : 露口茂 |
| 45  | 奉行に挑んだ女         | 5月16日        | 小川英 中野顕彰   | 林伸憲     | おきみ : 宮園純子 金貸しおたね : 岡嶋艶子 おかみさん : 山口京子 おかみさん : 岸本康子 茶店の女将 : 双葉弘子 吟味与力 : 田中直行 居酒屋の女将 : 美松艶子 居酒屋の亭主 : 大河内広太郎 小石川養生所の所員 : 広田竜治 佐吉 : 青山宏 おたねの娘 : 志乃原良子 権兵衛 : 藤尾純 森源八郎/源太(二役) : 津川雅彦 |
| 46  | 顔のない女             | 5月23日        | 山崎巌            | 小野登     | 延命院日道 : 小川眞司 浪路の方/かつ(二役) : 田村奈美 加助 : 千代田進一 瓦版売り : 梶本潔 壺振り : 智村清（ノンクレジット） 中盆 : 淡路康（ノンクレジット） 戸越進太郎 : 二瓶秀雄 留吉 : 永井柳太郎 足立玄海 : 成田三樹夫 |
| 47  | 遠眼鏡で見た女         | 5月30日        | 小川英 武末勝     | 林伸憲     | お千佳 : 佐々木愛 水木一之丞 : 嵐芳夫 お勢 : いまむらいずみ 安吉 : 山崎竜之介 お美代 : 金子幸枝 駕籠かき : 大城泰 駕籠かき : 古閑達則 やくざ : 榎原政一 やくざ : 松田利夫 やくざ : 有島淳平 備前屋幸兵衛 : 鈴木昭生 呼込み : 八木貞男 相模屋儀作 : 加藤忠 弥助 : 北相馬宏 おてつ･山三 : 水戸部隆 伴左 : 坂東調右衛門 |
| 48  | 牢を破った男           | 6月6日         | 新宮次郎          | 荒井岱志   | 勘太郎 : 高橋長英 おみよ : 沢井桂子 お春 : 有吉ひとみ 金蔵 : 小栗一也 吉岡正之進 : 夛田幸雄 甲州屋半五郎 : 中村公三郎 鬼三郎 : 小沢文也 甲州屋の子分 : 蓑和田良太 猿屋の子分 : 森源太郎 牢役人 : 智村清（ノンクレジット） むささびの源太 : 山田吾一 |
| 49  | 刺青を売る女           | 6月13日        | 新宮次郎          | 荒井岱志   | お銀 : 戸部夕子 源太 : 松原光二 権三 : 五味竜太郎 清吉 : 小津敏 半助 : 山本正明 鳥居甲斐守 : 小柴幹治 坂崎騎十郎 : 小山田良樹 伊勢屋 : 北原将光 人足 : 南勝 人足 : 智村清 彫政 : 毛利清二 役人 : 寺内文夫 榊原備前守 : 江見俊太郎 横田軍次 : 山岡徹也 相模屋 : 見明凡太朗 |
| 50  | 桜小僧が選んだ男       | 6月20日        | 小川英 中野顕彰   | 林伸憲     | おまさ(桜小僧) : 水上竜子 三次 : 長谷川哲夫 新太 : 髙並功 よしの屋の女中 : 西岡江利子 卯吉 : 北野拓也 源太 : 野上哲也 医者 : 和田昌也 さぶ : 川辺俊行 和泉屋の手代 : 古閑達則 子分 : 髙谷舜 佐八 : 山本弘 和泉屋文吾 : 田島義文 |
| 51  | 白州で抱かれた女       | 6月27日        | 小川英 胡桃哲     | 河野寿一   | お良 : 青木一子 和吉 : 佐々木功 善助 : 伝法三千雄 番士 : 野崎善彦 朝井定五郎 : 高崎継義 赤沢新八郎 : 有川正治 九頭竜 : 小田部通麿 伊庭弥十郎 : 神田隆 |
| 52  | お岩に化けた男         | 7月4日         | 小川英 武末勝     | 林伸憲     | 染井紋三郎 : 嵐圭史 お多津 : 和田幾子 紅助 : 水戸部隆 惣右衛門 : 小沼一郎 玉之助 : 刈谷潤 穂積かや 芝居の客 : 村居京二郎 芝居の客 : 大月正太郎 役者 : 坂東京三郎 芝居の客 : 市川裕二 松造 : 松田明 呼込み : 波多野博 市兵衛 : 村田吉次郎 お節 : 新井茂子 栗原文之進 : 市川祥之助 |
| 53  | 仕掛花火に泣く女       | 7月11日        | 山崎巌            | 松尾正武   | 菊奴 : 赤座美代子 玉屋喜一 : 前田吟 町人 : 浜伸二 喜助 : 矢奈木邦二郎 町人 : 徳田実 かね : 堀越節子 船頭 : 井上茂（ノンクレジット） 野次馬 : 春藤真澄（ノンクレジット） 田沼の家臣 : 那須伸太朗（ノンクレジット） 板倉内膳 : 小林勝彦 田沼意次 : 杉山昌三九 不知火の伝次 : 江波多寛児 田島昭三郎 : 睦五郎 |
| 54  | 握られた女             | 7月18日        | 松山威 茶木克彰   | 林伸憲     | お八重 : 二本柳敏恵 栄造 : 西郷次郎 むささびの五郎次 : 不破潤 京太 : 二見忠男 清助 : 稲吉靖 弥七 : 国田栄弥 女中 : 春増優子 女中 : 池田幸治 長屋のおかみさん : 岡嶋艶子 呉服屋の手代 : 須賀良 善兵ヱ : 石浜祐次郎（ノンクレジット） 松井一角 : 成瀬昌彦 上総屋庄兵衛 : 森健二 |
| 55  | 血まみれの女           | 7月25日        | 小川英 武末勝     | 荒井岱志   | 唐善明 : 山下洵一郎 はる : 蔵悦子 紅蘭太夫 : 金井由美 六助 : 田中直行 松吉 : 大東俊治 西海屋 : 那須伸太朗 初 : 上本晃 加代 : 國睦子 老婆 : 泉春子 よろづや仙造 : 沼田曜一 油屋喜兵衛 : 汐路章 |
| 56  | のぞかれた女           | 8月1日         | 小川英 胡桃哲     | 荒井岱志   | お秀 : 清水まゆみ 良太 : 加賀爪芳和 弥二郎 : 武周暢 伝六 : 山口幸生 一舟の女将 : 鮎川十糸子 職人 : 疋田泰盛 野次馬 : 大城泰 鳥取晃 お新 : 八代郷子 おかみさん : 坂本美智子 おかみさん : 三谷真理子 野次馬 : 内藤康夫 伊藤好光 子どもたち : 劇団アカデミー 稲妻の政 : 織本順吉 |
| 57  | 幻におどる男           | 8月8日         | 小川英 胡桃哲     | 林伸憲     | お久 : 長谷川待子 徳左衛門 : 山村弘三 役人 : 森源太郎 座頭粂の市 : 金田竜之介 |
| 58  | 牡丹燈籠の女           | 8月15日        | 小川英 武末勝     | 林伸憲     | 磯村伊織 : 伊吹吾郎 お糸 : 青柳三枝子 腰元 : 佃和美 お米 : 澤淑子 辰吉 : 玉生司郎 留公 : 千代田進一 安公 : 遠山次郎 お六 : 美松艶子 古着屋 : 山本一郎 中間 : 井上茂 中間 : 内藤康夫 侍 : 川辺俊行 侍 : 淡路康 侍 : 智村清 大黒屋吉兵衛 : 花柳喜章 老僧 : 原聖四郎 鳥居貞之助 : 幸田宗丸 |
| 59  | 次郎長を振った女       | 8月22日        | 小川英 武末勝     | 河野寿一   | 志乃 : 榊ひろみ 紀三郎 : 石山律 深町秋庵 : 中井啓輔 村木半兵衛 : 北原義郎 山上宗悦 : 五藤雅博 山寺屋仙右衛門 : 西川敬三郎 関所の役人 : 大月正太郎 壺振り : 小沢文也 子分 : 疋田泰盛 子分 : 藤本秀夫 掛川の役人 : 小田眞士 子分 : 井上茂（ノンクレジット） 掛川藩士 : 波多野博（ノンクレジット） 駒蔵 : 山本弘 助十 : 石沢健 荒木 : 千葉敏郎 榊原 : 中村錦司 大政 : 大橋壮多 小政 : 内田武樹 高麗屋孫兵衛 : 市川男女之助 清水の長五郎 : 山城新伍 |
| 60  | わらべ唄に狂う女       | 8月29日        | 小川英 武末勝     | 河野寿一   | 美代 : 菊容子 前田伝八郎 : 田口計 徳の市 : 鮎川浩 同心 : 剣持伴紀 利助 : 出水憲司 権太 : 滝譲二 かごかき : 伝法三千雄 かごかき : 下元年世 丁稚 : 樋口史和 上総屋番頭 : 北見唯一 上総屋与兵衛 : 岩田直二 六右衛門 : 穂積隆信 |
| 61  | 母と名のれない女       | 9月5日         | 山崎巌            | 荒井岱志   | ゆき : 白木マリ 丸庄 : 武周暢 すみ : 町田祥子 信太 : 高野浩幸 源太 : 田畑猛雄 重吉 : 滝譲二 内藤軍太夫 : 永田光男 黒兵衛 : 谷口完 堤弥太郎 : 川合伸旺 |
| 62  | 蝉しぐれの女           | 9月12日        | 原野立            | 荒井岱志   | お新 : 河村有紀 市村又一郎 : 和崎俊哉 銅八 : 不破潤 定吉 : 大木晤郎 屋形船の船頭 : 松田明 髪結いの女 : 丸平峰子 駕籠かき : 川谷拓三 駕籠かき : 不動匡司 駕籠かき : 蓑和田良太 若狭守の家臣 : 有島淳平 医者 : 矢奈木邦二郎 役人 : 森源太郎 吟味与力 : 那須伸太朗 役人 : 疋田泰盛 駕籠かき : 村井京二郎 駕籠かき : 池田謙治 役人 : 波多野博（ノンクレジット） おりん : 星美智子 市岡若狭守 : 永野達雄 |
| 63  | 夜霧に消えた男         | 9月19日        | 松山威            | 林伸憲     | 清次 : 福田豊士 お美乃 : 岸久美子 次郎吉 : 浜伸二 藤吉 : 北原将光 京太 : 関真吾 惣八 : 神戸瓢介 お秋 : 志乃原良子 お辰 : 加賀谷敦子 蝮の紋太 : 遠山金次郎 地廻り : 小峰一男 旅籠の番頭 : 波夛野博 新助 : 穂高稔 お慶 : 滝奈保栄 伊勢屋吉兵衛 : 北竜二 幸次郎 : 花沢徳衛 |
| 64  | 身代りになった女       | 9月26日        | 飛鳥ひろし        | 河野寿一   | お静 : 梶三和子 三造 : 住吉正博 女郎 : 柳美弥子 山田 : 川浪公次郎 直助 : 宮城幸生 中間 : 森章二 長屋のおかみさん : 牧淳子 女郎 : 川奈良子 小者 : 川辺俊行 質屋の番頭 : 古閑達則 権次 : 三上左京 お島 : 旭輝子 おとよ : 桜町弘子 |
| 65  | 鼻ッつまみの男         | 10月3日        | 小川英 中野顕彰   | 河野寿一   | お蝶 : 岩本多代 茂平 : 梅津栄 そば屋の親爺 : 天草四郎 常の市 : 藤尾純 文吉 : 山本一郎 役人 : 須永克彦 丁稚 : 加島こうじ 役人 : 野崎善彦 商人 : 島田秀雄 信作 : 比嘉達也 誠 : 肥田安弘 飴屋 : 有島淳平（ノンクレジット） ゲジゲジの佐太郎 : 江原真二郎 |
| 66  | 燃える髪の女           | 10月10日       | 小川英 胡桃哲     | 松尾正武   | お蘭 : 眞山知子 柳 : 中田博久 白 : 大前均 お清 : 杉野由加里 越前屋の手下 : 村田玉郎 唐人 : 榎原政一 下役人 : 準見淳 唐人 : 川辺俊行 越前屋の手下 : 矢野幸男 役人 : 香月凉二 娘 : 松代薫 娘 : 穂積かや 南町の役人 : 田中直行 片桐一角（李） : 渡真二 越前屋剛蔵 : 見明凡太朗 |
| 67  | 世にも気楽な男         | 10月17日       | 小川英 武末勝     | 河野寿一   | お京 ： 正司照江 正念 : 嵐圭史 善助 : 髙田次郎 住職 : 五味竜太郎 住職 : 飯田覚三 秀画堂 : 北原将光 南部屋徳兵衛 : 佐々木松之丞 近江屋 : 乃木年雄 佐吉 : 峰蘭太郎 子分 : 菅原俊夫 子分 : 志茂山高也 子分 : 内藤康夫 お良 : 稲村理恵 与之介 : 森乃福郎 |
| 68  | 泥棒志願の男           | 10月24日       | 松山威 茶木克彰   | 林伸憲     | お千代 : 武原英子 秀太郎 : 佐々木功 お春 : 赤木春恵 井筒屋弥吉 : 村田𠮷二郎 大場新十郎 : 千葉敏郎 松十 : 古川ロック 三浜屋徳兵衛 : 溝田繁 竹造 : 出水憲司 荒木又左ヱ門 : 小山田良樹 三浜屋の子分 : 白川浩三郎 三浜屋子分 : 小峰一男 太吉 : 池田謙治 女中 : 美松艶子（ノンクレジット） 三浜屋の子分 : 辻喬次郎（ノンクレジット） 三浜屋の子分 : 志茂山高也（ノンクレジット） 吾平 : 瀬川菊之丞 |
| 69  | 牢に散る男             | 10月31日       | 原野立            | 井沢雅彦   | おりき : 岡田由紀子 三哉 : 藤川八蔵 五明洞齊 : 水戸部隆 駒六 : 北相馬宏 渋江 : 森幹太 五明卯之助 : 嵐圭史 谷了庵 : 松田明 米田 : 国田栄弥 お峯 : 山口真代 洞齊の助手 : 唐沢民賢 帯刀 : 那須伸太朗 源太 : 松田賢一 牢役人 : 藤長照夫（ノンクレジット） 賭場の客 : 井上茂（ノンクレジット） 囚人 : 島田秀雄 |
| 70  | 笑って消えた男         | 11月7日        | 松山威            | 河野寿一   | おりん : 北林早苗 建太 : 二瓶康一 伊之助 : 北山光宏 三公 : 大橋壮多 丹波屋十兵衛 : 南祐輔 山崎屋藤造 : 山口幸生 弥吉 : 小沢文也 おみね : 村瀬智子 やくざ : 丘路千 若い男 : 大月正太郎 おでん屋の親爺 : 大城泰 上岡紀美子 春藤真澄 栄次郎 : 高城丈二 |
| 71  | 義賊と呼ばれた男       | 11月14日       | 松山威 茶木克彰   | 井沢雅彦   | おゆき: 高森和子 智吉 : 赤松志乃武 井筒屋 : 和田昌也 人足 : 奈辺悟 人足 : 小坂和之 ごろつき : 矢部義章 ごろつき : 木谷邦臣 井筒屋手代 : 波多野博（ノンクレジット） 長屋の男 : 川辺俊行（ノンクレジット） 長屋の女 : 牧淳子（ノンクレジット） お由 : 富永佳代子（ノンクレジット） 武蔵屋仙左衛門 : 富田仲次郎 さそりの五郎太 : 今井健二 銀次 : 長谷川明男 |
| 72  | 花の街に居残った男     | 11月21日       | 松山威            | 井沢雅彦   | お千代 : 小野恵子 お照 : 渋沢詩子 客 : 大泉滉 いたちの喜助 : 江波多寛児 丁字屋徳兵衛 : 永田光男 九紋竜 : 汐路章 仙次 : 不破潤 弥吉 : 高峰圭二 浪人 : 芦田鉄雄 九紋竜の子分 : 智村清 やり手婆 : 和歌林三津江（ノンクレジット） 丁字屋の若衆 : 峰蘭太郎（ノンクレジット） 年増の女郎 : 紅かおる（ノンクレジット） やり手婆 : 日高綾子（ノンクレジット） 九紋竜の子分 : 準見淳（ノンクレジット） お浜 : 中原早苗 |
| 73  | かどわかした男         | 11月28日       | 山崎巌            | 河野寿一   | 三太 : 高津住男 秋月正之進 : 成瀬昌彦 越後屋孝兵衛 : 三島耕 伝吉 : 小田部通麿 秋月新太郎 : 岡本健 栄造 : 田中弘史 権三 : 山本一郎 長屋のおかみさん : 佐名手ひさ子 長屋の男 : 小津敏 長屋の医者 : 矢奈木邦二郎 瓦版売り : 波多野博 越後屋の客 : 岡嶋艶子 木屋源 : 毛利清二 長屋のおかみさん : 美松艶子 越後屋の客 : 和田昌也 孝一 : 佐納達也 男の子 : 道井和仁 助十 : 表淳夫（ノンクレジット） かつ : 弓恵子 |
| 74  | 江戸をかっ払う男       | 12月5日        | 飛鳥ひろし        | 河野寿一   | お咲 : 磯村みどり 七兵ヱ : 木田三千雄 辰吉 : 山崎猛 仙太 : 串田和美 甲州屋勇助 : 松村圭造 そば屋の親爺 : 熊谷武 お勝 : 伊吹友木子 鬼源 : 金井大 猪之吉 : 野崎善彦 権次 : 木村元 |
| 75  | うっちゃられた男       | 12月12日       | 小川英 武末勝     | 松尾正武   | 小仙 : 赤座美代子 沢井十内 : 川辺久造 小糸 : 原あけみ 玉風 : 水橋和夫 雷雲（吉五郎） : 大前均 安 : 岡部正純 水月の女将 : 八代郷子 夜回り : 西康一 丸亀藩士 : 浜伸二 丸亀藩士 : 北野拓也 太田 : 蓑和田良太 小伝馬屋の女将 : 泉春子 門番 : 淡路康 子分 : 川辺俊行 子分 : 榎原政一 行司 : 浪花五郎（ノンクレジット） 春海 : 中村翫右衛門 |
| 76  | 似顔絵の男             | 12月19日       | 田波靖男          | 林伸憲     | おその : 御影京子 新八 : 坂口徹 お竜 : 新井茂子 近江屋 : 中村是好 橋詰源五郎 : 杣英二郎 前田屋十兵衛 : 天王寺虎之助 権蔵 : 桂淳平 大工 : 千代田進一 おかみさん : 太田優子 おかみさん : 小柳圭子 浪人 : 宮城幸生 大工 : 前川良三 子分 : 小田真士 子分 : 藤沢徹夫 子分 : 藤長照夫 子分 : 八尋洋 |
| 77  | 人形にされた女         | 12月26日       | 原野立            | 河野寿一   | お冬 : 東三千 与兵ヱ : 美川陽一郎 柿沼内膳 : 高木均 泉屋源蔵 : 幸田宗丸 辰 : 福山象三 常 : 二見忠男 泉屋の番頭 : 玉生司郎 借金取り : 千葉保 蔵吉 : 三島猛 借金取り : 森源太郎 借金取り : 前川良三 春海 : 中村翫右衛門 |
| 78  | 赤ちゃんを盗んだ男     | 1972年 1月2日  | 松山威            | 荒井岱志   | 栄次 : 稲吉靖 お秋 : 水沢有美 國分屋喜左衛門 : 有馬昌彦 かわうその弥兵衛 : 坂東太三郎 仙吉 : 石浜祐次郎 土蜘蛛の藤吉 : 市川岩五郎 源太 : 八木喬 疾風組 : 宍戸大全 疾風組 : 志茂山高也 |
| 79  | 流れ星を斬る男         | 1月9日         | 松山威 山田正人   | 井沢雅彦   | 雲仙 : 福田豊士 草仁 : 山下洵一郎 百済屋仁兵衛 : 見明凡太朗 吉田 : 山村弘三 伝庵 : 北見唯一 木野 : 五味竜太郎 飯屋の親爺 : 日高久 丈太（少年時代の雲仙） : 芦沢次男 草吉（少年時代の草仁） : 二宮秀樹 町人 : 坂東京三郎 植木職人 : 松田利夫 浪人 : 池田謙治 伊東好光 坂井源介 : 村居京之輔 吉田の家臣 : 小田真士（ノンクレジット） 伏見覚二郎 : 中村鶴蔵（ノンクレジット） |
| 80  | 夢を見た男             | 1月16日        | 小川英 武末勝     | 河野寿一   | 近藤安ヱ門 : 清水綋治 石塚新九郎 : 中山昭二 仙八 : 樋浦勉 三田数馬 : 丘路千 井上秀五郎 : 岩尾正隆 川浪公次郎 村田玉郎 百姓 : 川谷拓三 畑中伶一 前川良三 有島淳平 和田昌也 弥太 : 笹木俊志 松吉 : 江波多寛児 居直り三次 : 春日章良 おさよ : 鷲尾真知子 桂木仁庵 : 増田順司 摂津屋嘉兵衛 : 河原崎國太郎 |
| 81  | 花嫁人形の女           | 1月23日        | 飛鳥ひろし        | 荒井岱志   | お秋 : 岸久美子 おかね : 戸田千代子 二階堂監物 : 藤岡重慶 三田村左内 : 外山高士 大目付 神尾豊後守 : 嵐芳三郎 加十 : 瀬川茂次郎 甲州屋仁助 : 西山嘉孝 増川の女将 : 鮎川十糸子 金貸し : 藤沢薫 佐吉 : 林浩久 伝蔵 : 須永克彦 おかみさん : 新海なつ 長屋の男 : 徳田実 林田 : 森源太郎 家臣 : 矢野幸男 家臣 : 村田玉郎 北町の同心 : 有島淳平（ノンクレジット） |
| 82  | 江戸中の米を喰った男   | 1月30日        | 飛鳥ひろし        | 林伸憲     | 稲垣健一郎 : 亀石征一郎 お千佳 : 鷲尾真知子 おとき : 金井由美 鉄五郎 : 宮口二朗 千石屋吉兵衛 : 中村公三郎 重平 : 鈴木金哉 権次 : 鈴木慎 勇助 : 倉丘伸太郎 |
| 83  | 虎に化けた男           | 2月6日         | 小川英 胡桃哲     | 河野寿一   | 田所百合 : 珠めぐみ 田所新兵ヱ : 高津住男 野々垣 : 永田靖 徳善院 : 伊吹友木子 深井甚三郎 : 田口計 北川 : 阿波地大輔 城戸 : 宍戸大全 お倉 : 辻田佳子 御庭番 : 藤沢徹夫 御庭番 : 峰蘭太郎 御庭番 : 布目真次 御庭番 : 西村哲男 男の子 : 岩田克啓 男の子 : 今田義行 男の子 : 坂本高章 |
| 84  | 三ん下を男にした女     | 2月13日        | 小川英 武末勝     | 松尾正武   | 仙造 : 原健策 敷島屋九ヱ門 : 永井秀明 丸十大五郎 : 伊達三郎 お駒 : 上岡紀美子 鉄次 : 小林勝彦 役人 : 中村錦司 弥十 : 出水憲司 丸十の子分 : 森章二 丸十の子分 : 準見淳 丸十の子分 : 牧野秀樹 牢名主 : 大城泰 五兵衛 : 和田昌也（ノンクレジット） 仙太 : 長谷川明男 |
| 85  | さらわれた女           | 2月20日        | 国弘威雄 横堀著   | 河野寿一   | 法庵 : 遠藤辰雄 お藤 : 金井由美 貝塚主膳 : 永野達雄 お美代 : 佃和美 玄橋 : 酒井哲 仁平 : 松田明 森田三左衛門 : 波田久夫 相馬屋惣兵衛 : 溝田繁 お園 : 小林泉 おぎん : 道井恵美子 伊勢屋番頭 : 小津敏 信吉 : 高峰圭二 源十郎 : 出水憲司 子分 : 斎穏寺忠雄 数馬 : 八尋洋 平助 : 矢野幸男 漁師 : 片桐竜二 漁師 : 和田昌也 水月の船頭 : 森敏光 漁師 : 智村清 町人 : 藤沢徹夫 お蓮 : 河井多美 長七 : 林浩久（ノンクレジット） |
| 86  | 代貸に惚れた女         | 2月27日        | 小川英 胡桃哲     | 林伸憲     | おその : 清水まゆみ 丈太郎 : 石浜朗 雄助 : 天野新士 仙八 : 藤岡重慶 大門 : 中山昭二 安吉 : 不破潤 一平 : 土屋靖男 仁兵衛 : 市川男女之助 龍神の子分 : 小沢文也 奥田 : 芦田鉄雄 半兵衛 : 秋山勝俊 龍神の子分 : 石沢健 下河原の子分 : 香月凉二 下河原の子分 : 野上哲也 龍神の子分 : 波多野博 龍神の子分 : 三木昭八郎 |
| 87  | 首を狙った男           | 3月5日         | 原野立            | 河野寿一   | お浅 : 青柳美枝子 小谷新兵ヱ : 河野秋武 土屋惣之助 : 剣持伴紀 お浅の父親 : 永井柳太朗 赤ん坊の母親 : 榊浩子 吟味与力 : 酒井哲 遊び人 : 石沢健 藤本秀夫 男の子 : 岩田啓之 男の子 : 西口隆司 |
| 88  | 月夜に浮かぶ男         | 3月12日        | 松山威            | 林伸憲     | 清次 : 住吉正博 おけい : 真木沙織 仙吉 : 松原光二 渡海屋惣右衛門 : 西山辰夫 源造 : 守田学哉 弥吉 : 古川ロック 藤兵衛 : 国田栄弥 辰五郎 : 浜伸二 旅籠の番頭 : 有島淳平 玄庵: 遠山金次郎 |
| 89  | 喧嘩を仕組んだ男       | 3月19日        | 松山威 茶木克彰   | 松尾正武   | 太兵衛 : 小栗一也 おせん : 根岸明美 東雲の助六 : 天王寺虎之助 成田の徳造 : 梅津栄 政 : 曽根晴美 下総屋 : 野口元夫 笹山右京之亮 : 千葉敏郎 おとし : 榊浩子 芳松 : 赤松志乃武 鬼助 : 丘路千 権造 : 川谷拓三 芳助 : 疋田圀男 |
| 90  | 涙を見せなかった女     | 3月26日        | 小川英 四十物光男 | 河野寿一   | おせき : 磯村みどり 仲岡 : 上野山功一 佐島 : 永田光男 奉行 : 中村錦司 南町の同心 : 小田真士 番人 : 川谷拓三 少年時代の靖之進 : 坂本香 少女時代のおせき : 吉田さとみ 源次 : 古閑達則（ノンクレジット） 倉三 : 入川保則 |
| 91  | シャモを愛した女       | 4月2日         | 小川英 武末勝     | 林伸憲     | イナメ : 浜かおる 柴田右近 : 菅貫太郎 間宮林蔵 : 本郷淳 下村新兵ヱ : 森幹太 坂上源吾 : 刈谷潤 溝田繁 鈴木康弘 那須伸太朗 遠山金次郎 山田良樹 矢奈木邦二郎 森源太郎 藤本秀夫 白川浩三郎 八尋洋 岡邦子 高橋富子 明幹子 |
| 92  | 幽霊にされた女         | 4月9日         | 小川英 武末勝     | 河野寿一   | 美代乃 : 梶三和子 安三 : 佐藤蛾次郎 橋口千右衛門 : 市川祥之助 日源 : 村田吉二郎 茨 : 杣英二郎 日照 : 嵐芳夫 蔦藤 : 深町稜子 日清 : 杉山光宏 お蘭の方 : 松村康世 僧侶 : 表淳夫 浪人 : 森源太郎 春海の子分 : 藤長照夫 浪人 : 平河正雄 僧侶 : 大月正太郎 浪人 : 村田玉郎 春海の子分 : 井上茂 僧侶 : 榎原政一 門番 : 内藤康夫 春海 : 中村翫右衛門 |
| 93  | 虎が惚れた女           | 4月16日        | 小川英 胡桃哲     | 林伸憲     | 角田半九郎 : 清水綋治 お仙 : 菊容子 弁天の弥五郎 : 天草四郎 勘助 : 西川敬三郎 城所新兵衛 : 五味竜太郎 道海 : 有川正治 菊次 : 唐沢民賢 忍び : 宍戸大全 六太 : 阿波地大輔 師範 : 村居京之輔 弥五郎の子分 : 藤長照夫 おかみさん : 美松艶子 忍び : 奈辺悟 |
| 94  | 大阪から来た男         | 4月23日        | 飛鳥ひろし        | 河野寿一   | 市助 : 吉田義夫 お仙 : 小谷悦子 南部左平次（疾風の銀次) : 夏目俊二 板倉屋 : 北原将光 お葉 : 志乃原良子 平戸屋 : 藤沢薫 飛脚の清七 : 梶本潔 伊藤 : 入江慎也 お粂 : 小笠原町子 吉田新兵衛 : 国一太郎 伝造 : 宮城幸生 番人 : 古閑達則 伊東好光 山形屋 : 那須伸太朗（ノンクレジット） 山形屋番頭 : 疋田圀男（ノンクレジット） 平戸屋手代 : 峰蘭太郎（ノンクレジット） |
| 95  | 二人の亭主をもつ女     | 4月30日        | 小川英 蘇武路夫   | 河野寿一   | おゆき : 真屋順子 伊之吉 : 柳生博 むささびの源太 : 森健二 政 : 小田部通麿 みの屋留五郎 : 玉生司郎 加賀屋清兵衛 : 酒井哲 鬼安 : 山田良樹 平造 : 野崎善彦 加賀屋の女中 : 美柳陽子 仙吉 : 坂本高章 男の子 : 道井和仁 |
| 96  | おかげ参りの女         | 5月7日         | 小川英 武末勝     | 河野寿一   | 安三 : 佐藤蛾次郎 おたき : 鷲尾真知子 関口多門 : 高品格 伊勢屋善兵衛 : 瀬川菊之丞 伊勢屋の番頭 : 北相馬宏 大門 : 川浪公次郎 役人 : 波多野博 春海の手下：藤長照夫 神官 : 壬生新太郎 神官 : 古閑達則 神官 : 村田玉郎 神官 : 世羅豊 春海の手下：井上茂 お豊 : 錦とも子 お駒 : 佃和美 留公 : 山本一郎 定八 : 松田明 春海 : 中村翫右衛門 |
| 97  | 福を拾った男           | 5月14日        | 小川英 胡桃哲     | 河野寿一   | 佐太郎 : 長谷川明男 お初 : 御影京子 帝釈の権六 : 谷口完 美濃屋半右衛門 : 海老江寛 風見源之丞 : 波田久夫花五郎（ノンクレジット） 美濃屋の番頭 : 和田昌也（ノンクレジット） |
| 98  | 奉行を子分にした男     | 5月21日        | 小川英 武末勝     | 河野寿一   | 留吉 : 鮎川浩 与兵衛 : 五藤雅博 鈴木 : 中村錦司 春吉 : 水木達夫 瓦版売り : 千代田進一 長屋のおかみさん : 佐名手ひさ子 長屋のおかみさん : 小道むつみ 長屋のおかみさん : 北尾はるみ 中沢 : 林浩久 左官の親方 : 小田真士 職人 : 毛利清二 ならず者 : 笹木俊志 ならず者 : 寺内文夫 丸高屋太郎兵衛 : 熊谷武（ノンクレジット） 職人 : 波多野博（ノンクレジット） 職人 : 松田利夫（ノンクレジット） ならず者 : 淡路康（ノンクレジット） 源助 : 田崎潤 |
| 99  | 狩られた女             | 5月28          | 松山威日          | 井沢雅彦   | おけい : 桜田千枝子 伊勢屋仁兵衛 : 見明凡太朗 秋山典膳 : 戸上城太郎 陣場左内 : 千葉敏郎 栄次 : 芦沢次男 信濃屋 : 市川男女之助 般若政 : 浜伸二 田島屋弥左衛門 : 藤川弘 老婆 : 岡嶋艶子 田島屋の手代 : 峰蘭太郎 幡随院の辰五郎 : 品川隆二 |
| 100 | 殿様には向かない男     | 6月4日         | 夏目幸治          | 林伸憲     | 徳川千太郎 : 松山省二 斉藤道徳 : 瀬川菊之丞 尾張家の家臣 : 芦屋小雁 お春 : 本沢佳子 伊勢屋 : 加藤忠 佐兵衛 : 鈴木昭生 土井大炊頭 : 西山嘉孝 河合又十郎 : 石田英二 覆面の侍 : 月形哲之介 安二郎 : 松本隆 胴元 : 山本一郎 五反田 : 有島淳平 研辰の手代 : 畑中伶一 研辰の手代 : 菅原俊夫 柔道家 : 鈴木康弘（ノンクレジット） 師範 : 平沢彰（ノンクレジット） 槍使い : 阿波地大輔（ノンクレジット） 学問の先生 : 矢奈木邦二郎（ノンクレジット） 茶道の先生 : 市川裕二（ノンクレジット） 成瀬武虎 : 有島一郎                                                                                         |
| 101 | 命を運ぶ男             | 6月11日        | 山本英明          | 河野寿一   | お美乃 : 亀井光代 島田屋文蔵 : 山本清 慶次郎 : 児玉泰次 おりん : 清水良英 源十 : 稲吉靖 弥吉 : 植村謙二郎 駕籠かき大八 : 有川正治 仙造 : 小沢文也 正太 : 波多野博 おようの祖父 : 矢奈木邦二郎 およう : 池内美佐 栄三 : 横内正 |
| 102 | 狼と呼ばれた女         | 6月18日        | 山本英明          | 河野寿一   | お紋 : 長谷川待子 仁王の巳之吉 : 安部徹 石原主膳 : 田口計 稲荷の藤兵衛 : 山岡徹也 内藤左門 : 永野達雄 定八 : 玉生司郎 総兵衛 : 北見唯一 仙太 : 国田栄弥 源次 : 浜田雄史 警護の侍 : 森源太郎 巳之吉の子分 : 松田利夫 藤兵衛の子分 : 壬生新太郎 藤兵衛の子分 : 藤沢徹夫（ノンクレジット） 藤兵衛の子分 : 寺内文夫（ノンクレジット） 巳之吉の子分 : 藤山良成（ノンクレジット） 巳之吉の子分 : 内藤康夫（ノンクレジット） 巳之吉の子分 : 東孝（ノンクレジット） 宮田新十郎 : 大山克巳 |
| 103 | 噂を売る男             | 6月25日        | 原野立            | 河野寿一   | お稲 : 北林早苗 水島屋 : 幸田宗丸 山内刑部 : 江見俊太郎 福蔵 : 福山象三 甘利屋 : 不破潤 尚古堂 : 石浜祐次郎 伝六 : 賀川浩延 川口喬 お役者辰弥 : 三島猛 長吉 : 石沢健 いろは瓦版の若い衆 : 徳田実 幸運堂の若い衆 : 北野拓也 役人 : 平河正雄 小峰一男 水島屋の女中 : 富永佳代子 奉行 : 島田秀雄（ノンクレジット） お駒 : 佃和美（ノンクレジット） 桝田屋利兵衛 : 和田昌也（ノンクレジット） 才次郎 : 中野誠也 |
| 104 | 桜吹雪に泣く女         | 7月2日         | 小川英 武末勝     | 林伸憲     | お仙 : 八並映子（お仙） お辰 : 高毬子（お辰） 角右衛門 : 小栗一也 茨京十郎 : 高津住男 百姓 : 寺下貞信 百姓 : 藤沢宏 千吉 : 芝本正 百姓 : 蔵多哲雄 玉乃屋の女中 : 小柳圭子 お京 : 高橋智子 彫新 : 毛利清二 島田秀雄 代貸 : 木谷邦臣 左馬之介の家臣 : 智村清 左馬之介の家臣 : 内藤康夫 左馬之介の家臣 : 淡路康 一色左馬之介 : 江原真二郎 |
| 105 | 幽霊を化かした男       | 7月9日         | 夏目幸治          | 荒井岱志   | 千代太夫 : 町田祥子 為五郎 : 草薙幸二郎 菊次郎 : 二瓶秀雄 権十郎 : 富田仲次郎 港屋佐兵衛 : 高品格 源六 : 野田産吉 お八重 : 志乃原良子 三吉 : 山崎亮一 お春 : 松代薫 河田道庵 : 熊谷武（ノンクレジット） 医者 : 波多野博（ノンクレジット） |
| 106 | 女房と二度別れた男     | 7月16日        | 小川英 四十物光男 | 河野寿一   | 清七 : 福田豊土 お雪 : 八木昌子 浪人 : 天津敏 大黒屋宗兵衛 : 横森久 仲岡秀忠 : 小美野欣二 目付 : 永田光男 一文字屋重蔵 : 髙田次郎 目付 : 酒井哲 与力 : 国一太郎 与力 : 田畑猛雄 一文字屋の手代 : 野崎善彦 漁師 : 森秀人 宗兵衛の子分 : 土橋勇 宗兵衛の子分 : 村田天作 多吉 : 坂本高章 漁師の孫 : 岩田啓巧 番人 : 遠山金次郎（ノンクレジット） |
| 107 | かんざしに泣いた女     | 7月23日        | 小川英 武末勝     | 井沢雅彦   | 新吉 : 倉丘伸太朗 お恵 : 東三千 京三 : 清川新吾 源次 : 北相馬宏 忠助 : 桂淳平 権太 : 田村保 お美代 : 那智映美 芳古堂 : 松田明 好美屋 : 藤尾純 南町の同心 : 古川ロック 辻仙之助 : 志茂山高也 丁稚 : 坂本高章 丁稚 : 小坂勝秀 いたちの平助 : 殿山泰司 |
| 108 | 煮え湯を飲んだ男       | 7月30日        | 原野立            | 河野寿一   | 嘉七 : 加藤嘉 お琴 : 菊容子 おひろ : 金井由美 一文字屋友蔵 : 河村弘二 佐三郎 : 剣持伴紀 柴助 : 江波多寛児 吟味与力 : 中村錦司 芳次 : 神戸瓢介 平太 : 加賀爪芳和 彦助 : 北原将光 三蔵 : 鈴木康弘 礼次郎 : 大月正太郎 お浦 : 富永佳代子 三吉 : 比嘉辰也 礼次郎の父親 : 市川裕二（ノンクレジット） 礼次郎の母親 : 京町一代（ノンクレジット） |
| 109 | 瓜二つの女             | 8月6日         | 小川英            | 荒井岱志   | お初 : 水原麻記（二役） 山城屋善兵ヱ : 河野秋武 お滝 : 大久保光代 浜屋利兵ヱ : 神田隆 茂三 : 上野山功一 伝六 : 三上左京 子分 : 秋山勝俊 子分 : 白川浩二郎 娘 : 司京子 娘 : 清水佳子 娘 : 木村鶴美 娘 : 立花幸 |
| 110 | あの世から招く女       | 8月13日        | 小川英 武末勝     | 井沢雅彦   | お島 : 弓恵子 新七 : 中村孝雄 安三 : 佐藤蛾次郎 お夏 : 松木路子 直次郎 : 天野新士 忠助 : 渚健二 太兵衛 : 石浜祐次郎 おきみ : 島村昌子 夜鷹 : 武田てい子 加賀屋善右衛門 : 市川男女之助 小間物屋 : 伝法三千雄 お仲 : 上村亜希 藤五郎 : 有島淳平 旦那 : 島田秀雄 旦那 : 西康一 旦那 : 田中圭介 |
| 111 | 鬼を宿らせた女         | 8月20日        | 小川英 武末勝     | 井沢雅彦   | 清三郎 : 嵐圭史 堀主水進 : 天田俊明 おちか : 藤江リカ 太兵衛 : 春日章良 与一 : 服部哲治 役人 : 入江慎也 旦那 : 飯田覚三 旦那 : 須永克彦 関真吾 表淳夫 野次馬 : 遠山二郎 野次馬 : 森源太郎 佐々木松之丞 丘夏子 篠原一郎 三沢孝年 坂本香 道井和仁 お園 : 鳳八千代 |
| 112 | 競馬に恋を賭けた女     | 8月27日        | 小川英 胡桃哲     | 荒井岱志   | 伍助 : 平井昌一 源太 : 林真一郎 お冬 : 小野恵子 田中春男 富田浩太郎 村田吉次郎 山崎竜之介 出水憲司 神戸瓢介 古関達則 小田真士 浪花五郎 藤本秀夫 世羅豊 森谷譲 |
| 113 | 亭主に狙われた女       | 9月3日         | 小川英 長野洋     | 林伸憲     | 越後屋宗助 : 早川保 やくざ : 名和宏 力三 : 広瀬義宣 阿木五郎 浜崎満 新田章 小坂勝秀 淡路康 内藤康夫 宇崎尚韶 お文 : 藤田弓子 |
| 114 | 笑って死んだ女         | 9月10日        | 小川英 胡桃哲     | 河野寿一   | 菊乃 : 桜町弘子 和吉 : 樋浦勉 三崎屋 : 夏目俊二 天満屋徳右衛門 : 鎗田順吉 渡海屋利右衛門 : 織本順吉 仁蔵 : 原健策 銀次 : 八名信夫 新海なつ 西田良 八代郷子 峰祐介 下元年世 小林泉 小田真士 |
| 115 | 殺しを頼まれた男       | 9月17日        | 山本英明          | 河野寿一   | 佃の重吉 : 入川保則 栄次 : 小川真司 おふじ : 青柳美枝子 佐野屋 : 美川陽一郎 松山照夫 高桐真 田中弘史 北尾はるみ 前川良三 |
| 116 | 坊主が惚れた女         | 9月24日        | 松山威 茶木克彰   | 井沢雅彦   | おりん : 奈良岡朋子 島田敬一 丸山持久 桑山 : 森川公也 市川祥之助 五十嵐喜美 大木晤郎 みのわだ良太 福本清二 奈辺悟 春海 : 中村翫右衛門 |
| 117 | 泥棒に嫁入りした女     | 10月1日        | 原野立            | 井沢雅彦   | おこよ : 葉山葉子 喜平次 : 北村英三 卓兵衛 : 森山周一郎 上田忠好 三島耕 藤尾純 志摩靖彦 宮永淳子 伊久野暎子 百太郎 : 工藤堅太郎 |
| 118 | 密偵(いぬ)をやめた女   | 10月8日        | 有馬泉            | 河野寿一   | 平吉 : 石浜朗 伊藤立之進 : 勝部演之 辰蔵 : 早川研吉 浪人 : 宮口二郎 目明し : 山口幸生 千葉敏郎 武周暢 川口喬 寺下貞信 賀川浩延 北原将光 千葉保 松村康世 岸本康子 寺内文夫 お咲 : 村松英子 |
| 119 | 平手造酒を斬った男     | 10月15日       | 小川英 武末勝     | 井沢雅彦   | 飯岡の助五郎 : 市川岩五郎 桑名彦四郎 : 田口計 紋太 : 加藤春哉 笹川の繁蔵 : 八木喬 お俊 : 和田幾子 笹川の子分 : 国一太郎 平手造酒 : 若林幾夫 三吉 : 河井憲 役人 : 川浪公次郎 桂庵 : 藤沢宏 豚松 : 浜伸二 役人 : 森源太郎 役人 : 古閑達則 笹川の子分 : 志賀勝 飯岡の子分 : 白川浩二郎 |
| 120 | 惚れて憎んで又惚れた女 | 10月22日       | 小川英 四十物光男 | 河野寿一   | 高山宗伯 : 石山律 高山宗庵 : 稲葉義男 雪代 : 阿部百合子 穂高稔 三田村賢二 牧淳子 木谷邦臣 春藤真澄 お京 : 清水まゆみ |
| 121 | 島送りを志願した女     | 10月29日       | 森田新            | 林伸憲     | お雪 : 鮎川いづみ 清吉 : 三木豊 広田屋 : 神田隆 土方弘 露原千草 三島史郎 野口すみえ 五味竜太郎 山本一郎 表淳夫 伝法三千雄 西内隆司 疋田泰盛 弥助 : 中村竹弥 |
| 122 | 禁じられた恋の女       | 11月5日        | 有馬泉            | 河野寿一   | 山田大二郎 : 亀石征一郎 八重 : 八木孝子 川口玄蕃 : 森幹太 花上晃 南祐輔 酒井哲 溝田繁 小沢文也 玉生司郎 近江輝子 海老江寛 遠山金次郎 市川裕二 藤沢徹夫 笹木俊志 土橋勇 坂本香 |
| 123 | 大安吉日に裁かれた女   | 11月12日       | 小川英 遠藤仁     | 河野寿一   | 留吉 : 小林芳宏 三郎太 : 杉山光宏 加代 : 酒井靖乃 源六 : 戸浦六宏 松五郎 : 外山高士 丸屋徳兵衛 : 幸田宗丸 山本弘 市川男女之助 邦保 西康一 徳田実 志茂山高也 準見淳 榎原政一 二宮秀樹 島岡安芸和 三沢孝年 |
| 124 | 水もしたたる男         | 11月19日       | 堺たつの          | 林伸憲     | おとせ : 日色ともゑ 寅五郎 : 富田仲次郎 藤助 : 小林勝彦 宗吉 : 寺田誠 新井和夫 阿波地大輔 仙造 : 唐沢民賢 平沢彰 岡本健 川谷拓三 高谷舜二 智村清 準見淳 三太郎 : 高橋長英 |
| 125 | 緋桜を狙う男           | 11月26日       | 小川英 遠藤仁     | 河野寿一   | 緋桜お仙 : 水上竜子 お町 : 山岸映子 白子の伊平 : 山岡徹也 塚本 : 富田浩太郎 石浜祐次郎 鈴木金哉 那須伸太朗 大城泰 矢野幸男 森谷譲 源次 : 夏八木勲 |
| 126 | 身を投げ出して来た女   | 12月3日        | 有馬泉            | 河野寿一   | おちか : 岩本多代 おみよ : 梶三和子 近江屋 : 武藤英司 斉藤林之助 : 山本耕一 春日俊二 尾張屋 : 五藤雅博 権太 : 保科三良 楠年明 柳川清 入江慎也 小田真士 疋田泰盛 池山心 竹次郎 : 長谷川明男 |
| 127 | 尼になった男           | 12月10日       | 小川英 武末勝     | 佐々木康   | 安三 : 佐藤蛾次郎 辰平 : 太刀川寛 およし : 姫ゆり子 小野寺 : 杣英二郎 木村夏江 高毬子 富永佳代子 星野美恵子 和田昌也 美川玲子 川崎昌代 白川保子 |
| 128 | 殺しを見られていた男   | 12月17日       | 有馬泉            | 佐々木康   | おかよ : 谷口香 辰巳玄蕃 : 左右田一平 西海屋 : 村上冬樹 平吉 : 中井啓輔 鉄三 : 近藤宏 山村弘三 北原将光 男の子 : 山崎亮一 三島猛 藤沢徹夫 松田利夫 村田玉郎 寺内文夫 |
| 129 | 泥棒の後押しをした男   | 12月24日       | 原野立            | 河野寿一   | 卯之吉 : 三浦威 高垣 : 村田吉次郎 益田愛子 伊藤克巳 お民 : 小堀薫 楠本健二 田中弘史 山口朱美 宮城幸生 藤本秀雄 南方志満子 鬼石の源兵衛 : 伊藤雄之助 |
| 130 | 闇に咲く女             | 12月31日       | 山本英明          | 河野寿一   | お銀 : 榊ひろみ 清吉 : 島田順司 お駒 : 沢井桂子 相川屋惣兵衛 : 松本克平 鉄蔵 : 北相馬宏 国一太郎 水木達夫 志賀勝 |
| 131 | 江戸の花を咲かせた女   | 1973年 1月7日  | 小川英 四十物光男 | 河野寿一   | 常 : 内田良平 お七 : 御影京子 源次 : 飯田和平 江見俊太郎 西田良 古川ロック 浜伸二 高並功 鳥取晃 |
| 132 | 白州で歌った男         | 1月14日        | 有馬泉            | 河野寿一   | 巳之吉 : 和崎俊也 おしず : 東三千 藤兵衛 : 鮎川浩 灰地順 西山嘉孝 出水憲司 森章二 佃和美 岩尾正隆 福本清三 榎原清孝 池田謙治 天宙軒竜斎/ホトトギスの友三 : 大友柳太朗 |
| 133 | いかさまに命を賭けた男 | 1月21日        | 原野立            | 佐々木康   | 粂吉 : 嵐圭史 お清 : 工藤房子 伝造 : 大滝秀治 藤尾純 岡田千代 滝譲二 乃木年雄 岡本征雄 北村光生 池田謙治 和泉屋徳兵ヱ : 瀬川菊之丞 |
| 134 | 過去を失った男         | 1月28日        | 小川英 長野洋     | 林伸憲     | お勢 : 柳川慶子 吉蔵 : 下條正巳 弥七 : 玉川伊佐男 伝次 : 中田浩二 山口真代 宮城幸生 伊藤圭亮 志茂山高也 峰蘭太郎 市川祐二 松本泰郎 原田逸夫 田畑猛雄 川平 : 津川雅彦 |
| 135 | 冥土から帰った男       | 2月4日         | 有馬泉            | 河野寿一   | お菊 : 二本柳敏恵 お京 : 北林早苗 斎藤十兵衛 : 原田清人 紀州屋 : 河村弘二 堺左千夫 船頭 : 小田部通麿 鮎川十糸子 松田明 北見唯一 岡完 辻良太郎 : 伊吹吾郎 |
| 136 | 泣きぼくろに惚れた男   | 2月11日        | 原野立            | 佐々木康   | 常次郎 : 藤竜也 お照/お甲 : 神鳥ひろ子 六兵衛 : 吉田義夫 岡部弥五郎 : 有馬昌彦 山崎屋竹造 : 大村文武 双葉ひろ子 鈴木康弘 野崎善彦 藤七 : 唐沢民賢 大月正太郎 大城泰 |
| 137 | 匂い袋の女             | 2月18日        | 飛鳥ひろし        | 河野寿一   | 赤不動の仁吉 : 酒井修 田島栄之進 : 亀石征一郎 お吉 : 三好美智子 卯兵衛 : 柳川清 弥助 : 佐々木陽明 表淳夫 小柳圭子 浜伸二 千代田進一 前川良三 富永佳代子 川崎昌代 島田秀雄 |
| 138 | 天井天下に命を張った男 | 2月25日        | 小川英 武末勝     | 林伸憲     | 東兵衛 : 村田正雄 お佳代 : 中村英子 大目付 : 加藤和夫 用人 : 柳谷寛 磯部一之進 : 上野山功一 土井大炊頭 : 永野達雄 溝田繁 宍戸大全 宮川龍児 古閑達則 有島淳平 和田昌也 高谷舜二 智村清 |
| 139 | 悪夢に追われた男       | 3月4日         | 飛鳥ひろし        | 河野寿一   | お仲 : 小野恵子 お島 : 和田幾子 お久 : 志摩みずえ 本郷淳 大久保光代 松山照夫 藤尾純 川浪公次郎 大竹修造 新屋英子 木谷邦臣 穂積かや 七太郎 : 桜木健一 |
| 140 | 白州で離縁した女       | 3月11日        | 有馬泉            | 河野寿一   | おゆき : 亀井光代 正吉 : 剣持伴紀 留吉 : 三上真一郎 およし : 戸部夕子 吉野屋 : 森山周一郎 秋田屋太兵衛 : 夏目俊二 徳蔵 : 青山宏 六兵衛 : 海老江寛 娘 : 酒井靖乃 三木豊 三沢孝年 瓦版売り : 波多野博 |
| 141 | 孔子を裏切った男       | 3月18日        | 小川英 武末勝     | 河野寿一   | お初 : 岡田由紀子 東頼山 : 北村英三 柘植典膳 : 穂高稔 笹屋 : 高野真二 笹屋の番頭 : 玉生司郎 酒井哲 犬塚 : 阿木五郎 三島猛 古関達則 平河正雄 寺内文夫 西山清孝 加藤匡志 峰蘭太郎 奥村直人 : 中尾彬 |
| 142 | 七万石を拾った男       | 3月25日        | 有馬泉            | 河野寿一   | 中山三太夫 : 北沢彪 笹山兵庫 : 小瀬格 森田与三郎 : 不破潤 鶴吉 : 小松陽太郎 藤田千代美 雪路 : 志乃原良子 駿河屋 : 原聖四郎 城代家老 : 北原将光 良太の父親 : 伝法三千雄 田中直行 須永克彦 三田一枝 壬生新太郎 笹木俊志 土橋勇 良太 : 坂本高章 昇り竜の辰三 : 青木義郎 |
| 143 | 岡っ引が惚れた女       | 4月1日         | 小川英 四十物光男 | 河野寿一   | 辰吉 : 待田京介 政次 : 浜田晃 平沢彰 高並功 お島 : 十朱幸代 |
| 144 | 海の向うから来た女     | 4月8日         | 小川英 胡桃哲     | 林伸憲     | 張 : 地井武男 麗花 : 黄錦英 尾州屋 : 市川岩五郎 飯沼慧 小田部通麿 田畑猛雄 森秀人 那須伸太朗 藤沢徹夫 森敏光 内藤康夫 |
| 145 | 金さんを殺した女       | 4月15日        | 飛鳥ひろし        | 林伸憲     | 乱れ菊のお銀 : 吉行和子 三ツ目の藤八 : 原健策 丑三ツの半兵衛 : 谷口完 千助 : 岡部正純 川谷拓三 白川浩二郎 古関達則 笹木俊志 関真吾 高谷瞬二 坂本香 |
| 146 | 毒で出世する男         | 4月22日        | 小川英 茶木克彰   | 原田隆司   | 栄吉 : 伊藤孝雄 おとし : 加茂良子 おふさ : 工藤房子 伊助 : 北相馬宏 沢村昌之助 相沢治夫 西田良 藤長照夫 笹木俊志 岩尾正隆 畑中伶一 山下義明 森谷譲 池田謙治 |
| 147 | 獄門台が招く女         | 4月29日        | 有馬泉            | 林伸憲     | 宇平 : 水島道太郎 半七 : 松橋登 三島ゆり子 東光生 加藤忠 丘路千 千代田進一 村居京之輔 富永佳代子 美松艶子 西山清孝 おその : 佐々木愛 |
| 148 | 殺しを引受けた女       | 5月6日         | 小川英 遠藤仁     | 河野寿一   | 竜三 : 工藤堅太郎 畳針の才三 : 小林勝彦 山形屋 : 鈴木昭生 おみや : 河村久子 九鬼権蔵 : 山岡徹也 お夕 : 京春上 伊丹屋 : 田村錦人 甲州屋 : 市川男女之助 山本弘 出水憲司 稲村理恵 奈辺悟 藤山良 岡本崇 お京 : 安田道代 |
| 149 | 替玉に惚れた女         | 5月13日        | 有馬泉            | 林伸憲     | 未姫 : 高田美和 さくら : 光川環世 有馬玄蕃 : 草薙幸二郎 三太夫 : 外野村晋 早川研吉 近江輝子 山本一郎 鈴木康弘 八代郷子 太田優子 矢奈木邦二郎 榊原大介 三木昭八郎 松田利夫 畑中伶一 平河正雄 池田謙治 春藤真澄 長良俊一 坂本香 |
| 150 | 我が子に殺しを教えた男 | 5月20日        | 飛鳥ひろし        | 河野寿一   | 竹本源之丞 : 蜷川幸雄 竹本新一郎 : 松岡淳一 吉兵衛 : 今井健二 お咲 : 大森不二香 大塚甚十郎 : 外山高士 小鯖勇 徳田実 武田てい子 小田真士 井上茂 榎原政一 |
| 151 | 面をかぶった男         | 5月27日        | 小川英 胡桃哲     | 佐々木康   | お恵 : 川口晶 上総屋 : 玉川伊佐男 梶川伝九郎 : 宮口二朗 山村弘三 武士 : 阿波地大輔 西康一 野上哲也 福田善晴 重吉 : 目黒祐樹 |
| 152 | 文三親分を狙った男     | 6月3日         | 小川英 茶木克彰   | 佐々木康   | 清吉 : 嵐圭史 伍平 : 今福正雄 おもん : 原良子 大黒屋富五郎 : 中村鶴蔵 宮田圭子 有川正治 藤長照夫 藤原勝 美柳陽子 紅かほる 宮崎博 穂積かや 杉原範昭 |
| 153 | 貧乏を食う男           | 6月10日        | 飛鳥ひろし        | 河野寿一   | 太吉 : 丸山持久 お紗 : 市毛良枝 黒岩 : 戸浦六宏 池信一 田中勝 野田産吉 藤沢薫 野崎善彦 日高久 川口喬 石沢健 大城泰 智村清 坂東京三郎 |
| 154 | 熊さんを泣かせた女     | 6月17日        | 有馬泉            | 林伸憲     | おつる : 三条泰子 源次郎 : 沼田曜一 義兵ヱ : 森幹太 二見忠男 矢野宣 尾上鯉之助 佃和美 島田秀雄 疋田泰盛 星野美恵子 |
| 155 | 我が子を追いつめる男   | 6月24日        | 小川英 武末勝     | 林伸憲     | 清吉 : 藤間文彦 お美代 : 西山恵子 徳兵衛 : 武藤英司 お滝 : 白木万理 忠七 : 和田一壮 桜井浩子 須永克彦 木下サヨ子 |
| 156 | 剃刀と呼ばれた男       | 7月1日         | 有馬泉            | 松尾正武   | 笠間十兵衛 : 内田良平 桔梗 : 本阿弥周子 徳田甲之進 : 大丸二郎 辰三 : 曽根晴美 加賀ちか子 黒不動の五郎蔵 : 沢村宗之助 備後屋 : 本郷秀雄 東竜子 与太郎 : 井上茂 浜田雄史 勝次郎 : 浜伸二 古閑達則 |
| 157 | 顔のつぶれた男         | 7月8日         | 小川英 遠藤仁     | 松尾正武   | 弥三郎 : 竜崎勝 大黒屋 : 大森義夫 おみね : 国景子 千蔵 : 千葉敏郎 栄屋 : 石浜祐次郎 井筒屋 : 武周暢 大橋壮多 有島淳平 大城泰 山田雅秀 南山貴文 |
| 158 | 見捨てられなかった男   | 7月15日        | 有馬泉            | 河野寿一   | お夏 : 江夏夕子 牛松 : 広瀬義宣 大和屋徳兵衛 : 五藤雅博 旗野武太夫 : 横森久 お松 : 野口ふみえ 稲荷の角三 : 中庸介 輪島屋 : 永田光男 宗近晴見 北原将光 岸本康子 お松の子供 : 坂本高章 巳之吉 : 森次浩司 |
| 159 | かわいそうな女         | 7月22日        | 小川英 武末勝     | 河野寿一   | 七重 : 青柳三枝 お牧 : 川島育恵 山口 : 高津住男 稲葉義男 荒木雅子 中井啓輔 永野達雄 入江慎也 吉田滋 宮城幸生 古閑達則 浪花五郎 藤長照夫 藤本秀夫 |
| 160 | 畳の上では死ねない男   | 7月29日        | 原野立            | 松尾正武   | 倉吉 : 寺田農 お沢 : 磯村みどり 赤沼 : 川合伸旺 才助 : 牧冬吉 万八 : 汐路章 備後屋 : 岩田直二 唐沢民賢 西田良 白川浩二郎 大月正太郎 村居京之輔 遠山金次郎 久田雅臣 伊東好光 鳥巣哲生 比嘉辰也 岩田克啓 |
| 161 | 幽霊にとりつかれた男   | 8月5日         | 有馬泉            | 井沢雅彦   | お露 / おみの : 菊容子 忠七 : 小川真司 伊勢屋 : 神田隆 権九郎 : 松原光二 時美沙 島村昌子 志摩靖彦 篠原一郎 |
| 162 | 緋桜が惚れた男         | 8月12日        | 小川英 遠藤仁     | 井沢雅彦   | 緋桜お仙 : 水上竜子 菊屋信助 : 入川保則 六兵衛 : 村上冬樹 玉生司郎 酒井靖乃 出水憲司 笹吾郎 乃木年雄 小田真士 疋田泰盛 稲村理恵 松本智子 |
| 163 | 幼なじみを愛した女     | 8月19日        | 有馬泉            | 井沢雅彦   | 深川の新吉 : 久保明 おきぬ : 北林早苗 おまき : 町田祥子 石田甚四郎 : 深江章喜 渡海屋 : 勝部演之 福山象三 香月京子 大木悟郎 志賀勝 藤本秀夫 土橋勇 寺内文夫 岡本健 長良俊一 池山心 宮村武子 井上卓也 |
| 164 | 冥土へ行かなかった男   | 8月26日        | 山本英明          | 林伸憲     | 佐七 : 佐々木剛 お稲 : 赤座美代子 栄次 : 池田秀一 福田豊土 柳生博 小堀ふみ江 石浜祐次郎 木谷邦臣 井上博嗣 |
| 165 | 玉の輿を蹴る女         | 9月2           | 山崎巌            | 林伸憲     | おゆき : 三浦真弓 庄兵衛 : 下元勉 高桐真 神戸瓢介 八代郷子 浜伸二 宍戸大全 古閑達則 大矢正利 志茂山高也 大月正太郎 山下千栄 玉山由利子 池田弘美 大橋みつ子 鎌田知佐 |
| 166 | 仇花を咲かせた男       | 9月9日         | 松山威 山田正人   | 岡本静夫   | 角次 : 久富惟晴 おちづ : 新橋耐子 石垣 : 川辺久造 清吉 : 六本木真 角次の子供 : 神谷政浩 内田勝正 森源太郎 藤川弘 村田玉郎 司京子 |
| 167 | 半次が慕い続けた女     | 9月16日        | 有馬泉            | 岡本静夫   | お熊 : 初音礼子 おくめ : 阿井美千子 お蝶 : 中田喜子 富田仲次郎 吉川雅恵 藤原勝 矢野幸男 |
| 168 | 数え唄に泣く女         | 9月23日        | 田波靖男          | 鳥居元宏   | 平吉 : 嵐圭史 おまき : 八木孝子 市川岩五郎 北相馬宏 藤尾純 岡部正純 松村康世 河東けい 小峰一男 |
| 169 | お光に正体を明かした男 | 9月30日        | 有馬泉            | 鳥居元宏   | 竹次郎 : 柴田侊彦 正吉 : 南條竜也 お軽 : 市毛良枝 命助 : 成瀬昌彦 森幹太 南祐輔 北原将光 泉好太郎 畑中伶一 |

## 放送局
- NET（制作局）：日曜 20:00 - 20:56
- 北海道テレビ
- 青森テレビ：土曜 16:45 - 17:40[20]
- テレビ岩手
  - 岩手放送：日曜 22:30 - 23:30（1972年 - 1973年時点）[21]
- 秋田放送：木曜 15:00 - 15:55（1971年9月 - 1972年9月時点）[22] → 木曜 10:35 - 11:30（1972年10月 - 1973年2月時点）[23] → 水曜 16:00 - 16:52（1973年7月時点）[24]
- 山形放送：月曜 22:00 - 22:55[25]
- 宮城テレビ：金曜 21:00 - 21:55[26]
- 福島中央テレビ：日曜 20:00 - 20:56（第117話まで）→ 日曜 20:00 - 20:55（第118話から）[27]
- 新潟総合テレビ
- 北日本放送
- 北陸放送
- 福井放送
- 山梨放送
- 長野放送：日曜 22:30 - 23:25
- 静岡放送：火曜 23:00 - 23:55（本放送終了後の1978年にテレビ静岡にて再放送）
- 名古屋テレビ：土曜 22:30 - 23:25[28]
- 毎日放送（本放送終了およびネットチェンジ後の1976年に朝日放送にて再放送）[29]
- 日本海テレビ
- 岡山放送（本放送終了後の1976年に山陽放送にて再放送）[29]
- 広島ホームテレビ
- 山口放送
- 四国放送
- 瀬戸内海放送
- 南海放送
- 高知放送
- 九州朝日放送
- 長崎放送
- テレビ熊本
- テレビ大分
- 宮崎放送
- 南日本放送
- 琉球放送

## 再放送
地上波での再放送は、NETや関西地区ネットチェンジ後の朝日放送を始めとするANN系列局他で放送されている。また、CS・CATV等ではファミリー劇場や時代劇専門チャンネル等で放送されている。

## 映像ソフト化
現2023年7月時点では全169話の内、2022年11月9日に発売されたVol.1に第1話から第25話を、2022年12月7日に発売されたVol.2に第26話から第52話を、2023年1月11日に発売されたVol.3に第53話から第77話を、2023年2月8日に発売されたVol.4に第78話から第104話をそれぞれ収録したDVDとして、初めてソフト化された。